# Castilletes de Asturias
Los Castilletes de Asturias son la mayor concentración de castilletes mineros de la península ibérica. Los castilletes de los pozos mineros son la parte más visible de los mismos, debido a su altura, y por ello son los símbolos más característicos de esas zonas mineras.
La mayoría de ellos fueron construidos después de 1940, en la Cuenca Central Asturiana, para la extracción de carbón. De igual modo el material usado mayoritariamente para su construcción es el acero, soldado o roblonado. En menor número quedan en Asturias castilletes que estuvieron dedicados a la extracción de sustancias diferentes al carbón.
En el año 2012 la mayoría de los castilletes son de pozos de explotaciones mineras ya clausuradas, y forman parte del patrimonio minero asturiano, junto a instalaciones anexas a los mismos, como bocaminas, chimeneas, salas de máquinas, etc.
Según la recopilación realizada por Miguel Ángel Álvarez Areces en 2000, subsisten castilletes de 41 explotaciones en Asturias, además de 25 restos.

## Situación geográfica
La mayoría de los castilletes existentes en Asturias están relacionados con la explotación subterránea de carbón, que aún se mantiene en el pozo San Nicolás. Y dentro de la explotación hullera, la mayoría de ellos se localizan en la denominada Cuenca Hullera Central Asturiana, la de mayor importancia de la región, relacionados con la empresa nacional Hulleras del Norte (HUNOSA). Se encuentran en los concejos de Oviedo, Siero, Morcín, Mieres, Aller, Langreo, San Martín del Rey Aurelio y Laviana. Los pozos se ubican, principalmente, en las vegas de los ríos Caudal y Nalón, y de sus afluentes. Fuera de la cuenca central, existen castilletes en pozos de las cuencas hulleras de Arnao (Castrillón), La Camocha (Gijón), Santofirme (en Villabona, Llanera), de Teverga y de Cabranes.
Por concejos la distribución de los castilletes es la siguiente
| Concejo                    | N.º de castilletes |
| -------------------------- | ------------------ |
| Aller                      | 4                  |
| Belmonte de Miranda        | 1                  |
| Cabrales                   | 1                  |
| Cabranes                   | 1                  |
| Castrillón                 | 1                  |
| Langreo                    | 8                  |
| Laviana                    | 1                  |
| Llanera                    | 1                  |
| Mieres                     | 13                 |
| Oviedo                     | 2                  |
| Riosa                      | 1                  |
| San Martín del Rey Aurelio | 8                  |
| Siero                      | 5                  |
| Teverga                    | 1                  |

### Doble pozo
En algunos casos, las explotaciones mineras adoptaron el esquema de doble pozo (de extracción o principal y auxiliar) de manera que se dan casos de dobles castilletes en algunas explotaciones. Así permanecen los dobles castilletes del pozo Sotón, Lieres, Pumarabule, Figaredo, Polio y Santa Bárbara. Del doble castillete de Fondón solo se mantiene en pie uno de ellos. Además la concentración de las explotaciones de las empresas privadas que se integraron en HUNOSA llevó a la formación de minas con doble pozo a partir de explotaciones adyacentes, con el caso de Candín.

## Edades
El castillete más antiguo que se conserva se encuentra en el municipio costero de Castrillón, en la localidad de Arnao. Construido en 1902 por la Real Compañía Asturiana de Minas, es conocido como el güelu (abuelo, en asturiano) y está considerado como el más antiguo de España. Fue construido de madera y está recubierto de escamas de zinc. Daba servicio a una mina submarina que hubo de ser abandonada en 1915 debido a las filtraciones de agua de mar.
La mayoría de los castilletes fueron construidos después de 1940.

### Tipología
La mayoría de los castilletes conservados corresponden al castillete propiamente dicho. Es decir, aquel en que la máquina de extracción se sitúa en el suelo. Son excepciones los casos de castilletes que no se corresponden a la tipología general de 4 pies derechos con 2 tornapuntas. Así, no corresponden a este tipo general el doble castillete de Polio, que carecen de tornapuntas y el del pozo Llamas que únicamente dispone de 2 pies derechos, arriostrados a su correspondientes tornapuntas, de manera que los cables de extracción son exteriores al castillete. 

#### Torres de extracción
Son pocos los ejemplares que se conservan de torres de extracción, en las que la máquina de extracción se sitúa soportada por la estructura sobre la vertical del pozo. Aún así, entre ellos destaca la del pozo Espinos. La torre, de 7 metros de altura y coronada por una garita de madera, fue construida en 1927 y está formada por cuatro pies derechos metálicos y roblonados. Fue rehabilitado por la Dirección General de Industria y Minería del Principado de Asturias en los años 2002 y 2003.

### Materiales
La práctica totalidad de los castillete asturianos fueron construidos utilizando el acero como material estructural. Las excepciones son escasas. Además del caso ya indicado de Arnao, se conserva los castillete de mampostería de San Julián de Box (Oviedo) y Vegapallía (Cabranes) y el de hormigón armado del pozo n.º 1 de Lieres. El caso de Lieres es único en Asturias y raro en España, La construcción de castilletes de hormigón armado es más frecuente en las cuencas francesas, belgas y alemanas, siendo la empresa belga Solvay la dueña de la mina en el momento de la sustitución del antiguo castillete metálico por el de moderno de hormigón armado.

### Otras sustancias
Si bien mayoritariamente se conservan castilletes relacionados con la extracción de carbón, estos han sido utilizados en ASturias para la explotación de otras sustancias, tales como cinabrio en Mieres, fluorita en Villabona (Llanera) y cobre en Cabrales.
En la zona de La Peña y El Terronal de Mieres se laboreó brechas de cinabrio para la obtención de mercurio desde el siglo XIX, en el yacimiento de mercurio más importante de Asturias. Se perforaron varios pozos susbsistiendo los castilletes de los denominados Peña (o La Peña), en La Peña, y Esperanza, en El Terronal.
En Villabona (Llanera) permanece el último de los castilletes utilizado para la explotación de espato flúor en Asturias. Otros castilletes en la región fueron los de la mina de "María de las Nieves" (cerrada en 1982), en Prado (Caravia), el del pozo Coroña (ca. 1969-ca. 1980), en La Collada (Siero), procedente del Melfonso, también en Prado, y el de Mina Santa Ana, en Berbes (Ribadesella).
En Cabrales, al suroeste de Ortiguero, se conserva el castillete del pozo Colás de Mina Delfina, una explotación de mineral de cobre subterránea y a cielo abierto. En actividad de 1952 a 1959, el pozo tiene una profundidad de 50 m.

## Protección
La mayoría de los castilletes asturianos tienen algún tipo de protección como patrimonio cultutal dentro de los tres niveles establecidos por la Ley del Principado de Asturias 1/2001, de 6 de marzo, de Patrimonio Cultural:
- como bienes de interés cultural, el nivel con mayor protección, están incluidos seis castilletes, de cuatro pozos;
- incluidos en el Inventario del Patrimonio Cultural de Asturias
- por último, los protegidos no presentes en los niveles superiores se encuentran encuadrados en los catálogos urbanísticos municipales existentes o en el del Plan Territorial Especial de Hunosa.

| Concejo                    | Pozo                 | BIC | IPCA | CU |
| -------------------------- | -------------------- | --- | ---- | -- |
| Aller                      | San Antonio          | No  | Sí   | Sí |
| Aller                      | San Fernando         | No  | Sí   | Sí |
| Aller                      | San Jorge            | No  | Sí   | Sí |
| Aller                      | Santiago             | No  | Sí   | Sí |
| Castrillón                 | Arnao                | Sí  | Sí   | Sí |
| Langreo                    | Candín I             | No  | Sí   | Sí |
| Langreo                    | Candín II            | No  | Sí   | Sí |
| Langreo                    | María Luisa          | No  | Sí   | Sí |
| Langreo                    | Modesta              | No  | Sí   | Sí |
| Langreo                    | Mosquitera II        | No  | Sí   | Sí |
| Langreo                    | Samuño               | No  | Sí   | Sí |
| Langreo                    | San Luis             | Sí  | No   | Sí |
| Laviana                    | Carrio               | No  | Sí   | Sí |
| Mieres                     | San Inocencio        | No  | Sí   | Sí |
| Mieres                     | San Vicente          | No  | Sí   | Sí |
| Mieres                     | San Nicolás          | No  | Sí   | Sí |
| Mieres                     | Llamas               | No  | Sí   | Sí |
| Mieres                     | Polio I              | No  | Sí   | Sí |
| Mieres                     | Polio II             | No  | Sí   | Sí |
| Mieres                     | San José             | No  | Sí   | Sí |
| Mieres                     | Tres Amigos          | No  | Sí   | Sí |
| Mieres                     | Santa Bárbara (pal.) | Sí  | No   | Sí |
| Mieres                     | Santa Bárbara (aux.) | Sí  | No   | Sí |
| Riosa                      | Montsacro            | No  | No   | Sí |
| Oviedo                     | San Frechoso         | No  | Sí   | No |
| Oviedo                     | San Julián de Box    | No  | Sí   | No |
| Riosa                      | Montsacro            | No  | Sí   | No |
| San Martín del Rey Aurelio | Cerezal              | No  | Sí   | Sí |
| San Martín del Rey Aurelio | Sotón                | Sí  | No   | Sí |
| Siero                      | Pumarabule 1         | No  | Sí   | No |
| Siero                      | Lieres               | No  | Sí   | Sí |
| Siero                      | Mosquitera I         | No  | Sí   | No |

### Bienes de interés cultural
Seis castilletes correspondiente a minas asturianas de carbón han sido declarados Bien de Interés Cultural, bien en solitario o bien junto a otros elementos del pozo. 
| Denominación                           | Categoría          | Fecha publicación en el BOE | Nota   |
| -------------------------------------- | ------------------ | --------------------------- | ------ |
| Pozo Santa Bárbara                     | Conjunto histórico | 6 de marzo de 2010          | [ 8 ]  |
| Castillete del enclave minero de Arnao | Monumento          | 28 de abril de 2011         | [ 9 ]  |
| Pozo San Luis                          | Conjunto histórico | 25 de abril de 2013         | [ 10 ] |
| Pozo Sotón                             | Monumento          | 24 de abril de 2014         | [ 11 ] |

### Bienes incluidos en el Inventario del Patrimonio Cultural de Asturias
| Concejo                    | Pozo              | Otros elementos                                                               | BOPA                    | BOPA                 | Nota  |
| Concejo                    | Pozo              | Otros elementos                                                               | Fecha de la declaración | Fecha de publicación | Nota  |
| -------------------------- | ----------------- | ----------------------------------------------------------------------------- | ----------------------- | -------------------- | ----- |
| Aller                      | San Fernando      | socavón y bocamina                                                            | 24/1/13                 | 26/2/13              | [ a ] |
| Aller                      | San Jorge         | bocamina                                                                      | 24/1/13                 | 27/2/13              | [ b ] |
| Aller                      | San Antonio       |                                                                               | 24/1/13                 | 27/2/13              | [ c ] |
| Langreo                    | Mosquitera II     | casa de máquinas y casa de aseos-oficinas                                     | 24/1/13                 | 26/2/13              | [ d ] |
| Langreo                    | María Luisa       | sala de embarque                                                              | 24/1/13                 | 22/2/13              | [ e ] |
| Langreo                    | Candín I          |                                                                               | 24/1/13                 | 26/2/13              | [ f ] |
| Langreo                    | Candín II         |                                                                               | 24/1/13                 | 26/2/13              | [ g ] |
| Langreo                    | Modesta           | bocamina                                                                      | 24/1/13                 | 22/2/13              | [ h ] |
| Langreo                    | Samuño            | bocamina, casa de aseos y el socavón Emilia                                   | 24/1/13                 | 22/2/13              | [ i ] |
| Laviana                    | Carrio            | bocamina y tres puentes                                                       | 24/1/13                 | 28/2/13              | [ j ] |
| Mieres                     | San Inocencio     | dos bocaminas y chimenea                                                      | 23/1/13                 | 27/2/13              | [ k ] |
| Mieres                     | San Nicolás       | dos bocaminas                                                                 | 23/1/13                 | 27/2/13              | [ l ] |
| Mieres                     | Llamas            |                                                                               | 24/1/13                 | 26/2/13              | [ m ] |
| Mieres                     | Polio I           | sala de embarque, sala de máquinas y transformador                            | 24/1/13                 | 26/2/13              | [ n ] |
| Mieres                     | Polio II          | sala de embarque, sala de máquinas y transformador                            | 24/1/13                 | 26/2/13              | [ n ] |
| Mieres                     | San José          | sala de embarque, basculador, cadena de arrastre y cobertizos para bicicletas | 24/1/13                 | 27/2/13              | [ o ] |
| Mieres                     | Tres Amigos       | polvorín                                                                      | 24/1/13                 | 3/1/13               | [ p ] |
| Oviedo                     | San Frechoso      |                                                                               | 24/1/13                 | 27/2/13              | [ q ] |
| Oviedo                     | San Julián de Box |                                                                               |                         |                      |       |
| Riosa                      | Montsacro         | bocamina, mina escuela y polvorín                                             | 24/1/13                 | 22/2/13              | [ r ] |
| San Martín del Rey Aurelio | Cerezal           | bocamina                                                                      | 23/1/13                 | 27/2/13              | [ s ] |
| Siero                      | Pumarabule        | chimemea                                                                      | 23/1/13                 | 27/2/13              | [ t ] |
| Siero                      | Siero             | Solvay                                                                        |                         |                      |       |
| Siero                      | Mosquitera I      | 23/1/13                                                                       | 26/2/13                 | [ u ]                |       |

### Catálogos urbanísticos
| Concejo                    | Normativa urbanística           | Pozo          | Código identificativo | Nivel de protección   | Nota   |
| -------------------------- | ------------------------------- | ------------- | --------------------- | --------------------- | ------ |
| Aller                      | Plan General de Ordenación      | Santiago      | 64-3                  | Integral              |        |
| Aller                      | Plan General de Ordenación      | San Antonio   | 39-2                  | Integral              |        |
| Cabranes                   | Catálogo Urbanístico (2020)     | Viñón         | X1                    | Ambiental             |        |
| Castrillón                 | Catálogo Urbanístico (DAI 2008) | Arnao         | 16-02-20-23           | Integral              | [ v ]  |
| Gijón                      | Catálogo Urbanístico (2019)     | N.º 3 Camocha | IND-31-I              | Integral              | [ w ]  |
| Langreo                    | Catálogo Urbanístico (2019)     | María Luisa   | 006 U                 | Integral              |        |
| Langreo                    | Catálogo Urbanístico (2019)     | San Luis      | 180 U                 | Integral              |        |
| Langreo                    | Catálogo Urbanístico (2019)     | Samuño        | 27 R                  | Integral              |        |
| Langreo                    | Catálogo Urbanístico (2019)     | Candín II     | 70 U                  | Integral              |        |
| Langreo                    | Catálogo Urbanístico (2019)     | Fondón        | 161 U                 | Integral              |        |
| Langreo                    | Catálogo Urbanístico (2019)     | Modesta       | 169 U                 | Integral              |        |
| Langreo                    | Catálogo Urbanístico (2019)     | Mosquitera II | 134 R                 | Integral              |        |
| Laviana                    | Catálogo Urbanístico (2010)     | Carrio        | Id-04                 | Categoría B (parcial) | [ x ]  |
| San Martín del Rey Aurelio | Normas susbidiarias-inventario  | Entrego       | 3.04                  | Estructural [Parcial] |        |
| San Martín del Rey Aurelio | Normas susbidiarias-inventario  | San Vicente   | 3.01                  | Estructural [Parcial] |        |
| San Martín del Rey Aurelio | Normas susbidiarias-inventario  | Sorriego      | 3.02                  | Estructural [Parcial] |        |
| San Martín del Rey Aurelio | Normas susbidiarias-inventario  | San Mamés     | 3.06                  | Estructural [Parcial] |        |
| San Martín del Rey Aurelio | Normas susbidiarias-inventario  | Cerezal       | 3.05                  | Estructural [Parcial] |        |
| San Martín del Rey Aurelio | Normas susbidiarias-inventario  | Venturo       | 3.03                  | Estructural [Parcial] |        |
| Siero                      | Catálogo Urbanístico (2010)     | Pumarabule    | E6.1                  | Integral              | [ y ]  |
| Siero                      | Catálogo Urbanístico (2010)     | Lieres I      | E15.3                 | integral              | [ z ]  |
| Siero                      | Catálogo Urbanístico (2010)     | Lieres II     | E15.4                 | integral              | [ aa ] |
| Siero                      | Catálogo Urbanístico (2010)     | Mosquitera I  | E22.9                 | integral              | [ ab ] |

Pumarabule CU  INTEGRAL
Lieres CU IAS47/E 15.3 
Lieres CU IAS48/E 15.4
Mosquitera I CU E22.9 INTEGRAL
San Jerónimo CU-AI St-08-2-90 Parcial 

|-
| Teverga || Catálogo Urbanístico 
Teverga
Pozo San Jerónimo
Cabranes
Castillete de pozo plano X1 Ambiental https://sede.asturias.es/bopa/2020/03/06/2020-01878.pdf
Siero:
Castilletes de Pumarabule 
Mosquitera 
Castillete 1 Solvay 
https://www.ayto-siero.es/recursos/doc/servicios_al_ciudadano/Normativa/Plan_General/PLANES_ESPECIALES/ANTIGUAS_INSTALACIONES_POZO_DE_LIERES/13413_2011201120151315.pdf
2. 
https://www.ayto-siero.es/recursos/doc/servicios_al_ciudadano/Normativa/Plan_General/PLANES_ESPECIALES/ANTIGUAS_INSTALACIONES_POZO_DE_LIERES/22361_20112011201513115.pdf
PTE https://sede.asturias.es/ast/bopa-disposiciones?p_p_id=pa_sede_bopa_web_portlet_SedeBopaDispositionWeb&p_p_lifecycle=0&p_p_state=normal&p_p_mode=view&_pa_sede_bopa_web_portlet_SedeBopaDispositionWeb_mvcRenderCommandName=%2Fdisposition%2Fdetail&p_r_p_dispositionText=campo&p_r_p_dispositionReference=2007-2018008&p_r_p_dispositionDate=18%2F10%2F2007&_pa_sede_bopa_web_portlet_SedeBopaDispositionWeb_isTextDateSearch=false
RELACIÓN DE ELEMENTOS CATALOGADOS.
| Pozo            | Código | Elemento                    |
| --------------- | ------ | --------------------------- |
| Lieres          | 01.03  | Castillete pozo 1           |
| Lieres          | 01.06  | Castillete pozo 2           |
| Mosquitera I    | 02.02  | Torre de extracción         |
| Pumarabule      | 03.02  | Castillete 1                |
| Mosquitera II   | 04.01  | Castillete                  |
| Samuño          | 05.04  | Castillete                  |
| San Luis        | 06.02  | Castillete                  |
| Candín I        | 09.01  | Torre de extracción         |
| Candín II       | 10.01  | Castillete/Sala de embarque |
| María Luisa     | 11.01  | Castillete/Sala de embarque |
| Modesta         | 12.02  | Castillete                  |
| Cerezal         | 13.02  | Castillete/Sala de embarque |
| Sotón           | 14.01  | Castilletes/Reter           |
| Carrio/Barredos | 15.02  | Castillete                  |

| Pozo               | Código | Elemento                        |
| ------------------ | ------ | ------------------------------- |
| Tres Amigos        | 16.01  | Castillete                      |
| Llamas             | 17.01  | Castillete                      |
| San José           | 18.01  | Castillete/Sala de embarque     |
| Figaredo           | 19.03  | Castillete San Inocencio        |
| Figaredo           | 19.05  | Torre de extracción San Vicente |
| Polio              | 20.01  | Castilletes/Salas de embarque   |
| San Nicolás        | 23.03  | Castillete                      |
| Santa Bárbara      | 24.01  | Castillete pozo principal       |
| Santa Bárbara      | 24.02  | Castillete pozo auxiliar        |
| Montsacro          | 26.03  | Castillete                      |
| San Antonio        | 27.01  | Castillete                      |
| Santiago/San Jorge | 28.03  | Castillete San Jorge            |
| Santiago/San Jorge | 28.06  | Torre de extracción Santiago.   |
| San Frechoso       | 29.01  | Castilleteete                   |

| Mina         | Código | Elemento   |
| ------------ | ------ | ---------- |
| San Fernando | 9.04   | Castillete |

### Otros registros
Muchos de ellos están incluidos en otros registros como el Inventario del Patrimonio Histórico Industrial de Asturias (IPHI, 1986), el Inventario del Patrimonio Arquitectónico de Asturias (IPAA, 1997-98) o el Registro Industrial del Movimiento Moderno en Asturias (1925-65), elaborado por la Fundación Docomomo Ibérico (DOCOMOMO, 2000-2002):
| Concejo                    | Pozo             | IPHI    |
| -------------------------- | ---------------- | ------- |
| Aller                      | San Jorge        | 803     |
| Aller                      | San Antonio      | 817     |
| Castrillón                 | Arnao            | 602     |
| Gijón                      | Camocha N.º 3    | 712-715 |
| Langreo                    | San Luis         | 1161    |
| Langreo                    | Fondón           | 1205    |
| Mieres                     | Llamas           | 823     |
| Mieres                     | Barredo          | 837     |
| Mieres                     | Polio I          | 876     |
| Mieres                     | Polio II         | 876     |
| Mieres                     | Tres Amigos      | 883     |
| Mieres                     | San Nicolás      | 889     |
| Mieres                     | San José         | 915     |
| Mieres                     | Santa Bárbara II | 906     |
| Mieres                     | Santa Bárbara I  | 914     |
| Riosa                      | Monsacro         | 922     |
| Oviedo                     | Olloniego        | 936     |
| San Martín del Rey Aurelio | San Vicente      | 1274    |
| San Martín del Rey Aurelio | Sorriego         | 1282    |
| San Martín del Rey Aurelio | Sotón            | 1291    |
| San Martín del Rey Aurelio | Sotón            | 1291    |
| San Martín del Rey Aurelio | San Mamés        | 1318    |
| Siero                      | Lieres 1         | 765     |
| Siero                      | Lieres 2         | 765     |
| Teverga                    | San Jerónimo     | 801     |

Tres Amigos
El conjunto del pozo Polio, incluyendo sus castilletes, fueron incluidos en el Registro Industrial del Movimiento Moderno en Asturias (1925-65), elaborado por la Fundación Docomomo Ibérico (DOCOMOMO, 2000-2002).

De entre todos los castilletes de Asturias destaca por su antigüedad, el del pozo de la mina de Arnao, conocido como el güelu (abuelo en asturiano. De 1902, está considerado como el más antiguo de España. El castillete fue construido de madera y está recubierto de escamas de zinc. La mina, de carbón y submarina, otro elemento distintivo, fue clausurada en 1915 debido a las filtraciones de agua de mar.
- Pozo La Peña: Dedicado a la extracción de cinabrio, es

- Pozo Espinos: Es un castillete de tipo torre de extracción (con la maquinaria situada en lo alto del castillete). Es el más antiguo de este tipo en Asturias. Fue rehabilitado por la Dirección General de Industria y Minería del Principado de Asturias en los años 2002 y 2003.

- Pozo Santa Bárbara: Sus instalaciones de exterior, incluyendo los dos castilletes fueron declarados bien de interés cultural en el año 20XX, siendo el primer pozo protegido.

- Pozo Llamas: Su singularidad es la unión entre las tornapuntas y los pies derechos del castillete.

- Pozo San Fernando: Al contrario que la mayoría de los pozos asturianos, este funcionaba como pozo balanza: los vagones cargados de carbón descendían por el pozo hasta el nivel del socavón por el que salían al exterior. Los vagones vacíos eran elevados por el pozo gracias a la diferencia de peso con los cargados. Al contrario que en un pozo de extracción.

- Pozo Fondón: Originalmente dotado de dos castilletes para sendos pozos (de los que sólo permanece uno) fue el primer pozo profundizado en la cuenca del Nalón.

- Pozo San Vicente: Próximo al Museo de la Minería de EL Entrego, fue propiedad del Sindicato de Mineros Asturianos hasta la Guerra Civil.

- Mina la Camocha: Tuvo 3 pozos a lo largo de toda su vida, conservando dos castilletes y es famosa por la canción que asegura, erróneamente, que "va bajo el mar".

## Listado
| Arnao El güelu |             |
| 2008           |             |
| Explotación    |             |
| Sustancia      | hulla       |
| Actividad      | -1915       |
| Castillete     |             |
| Material       | madera      |
| Pozo           |             |
| sección        | rectangular |
| profundidad    | 75 m        |

### Arnao

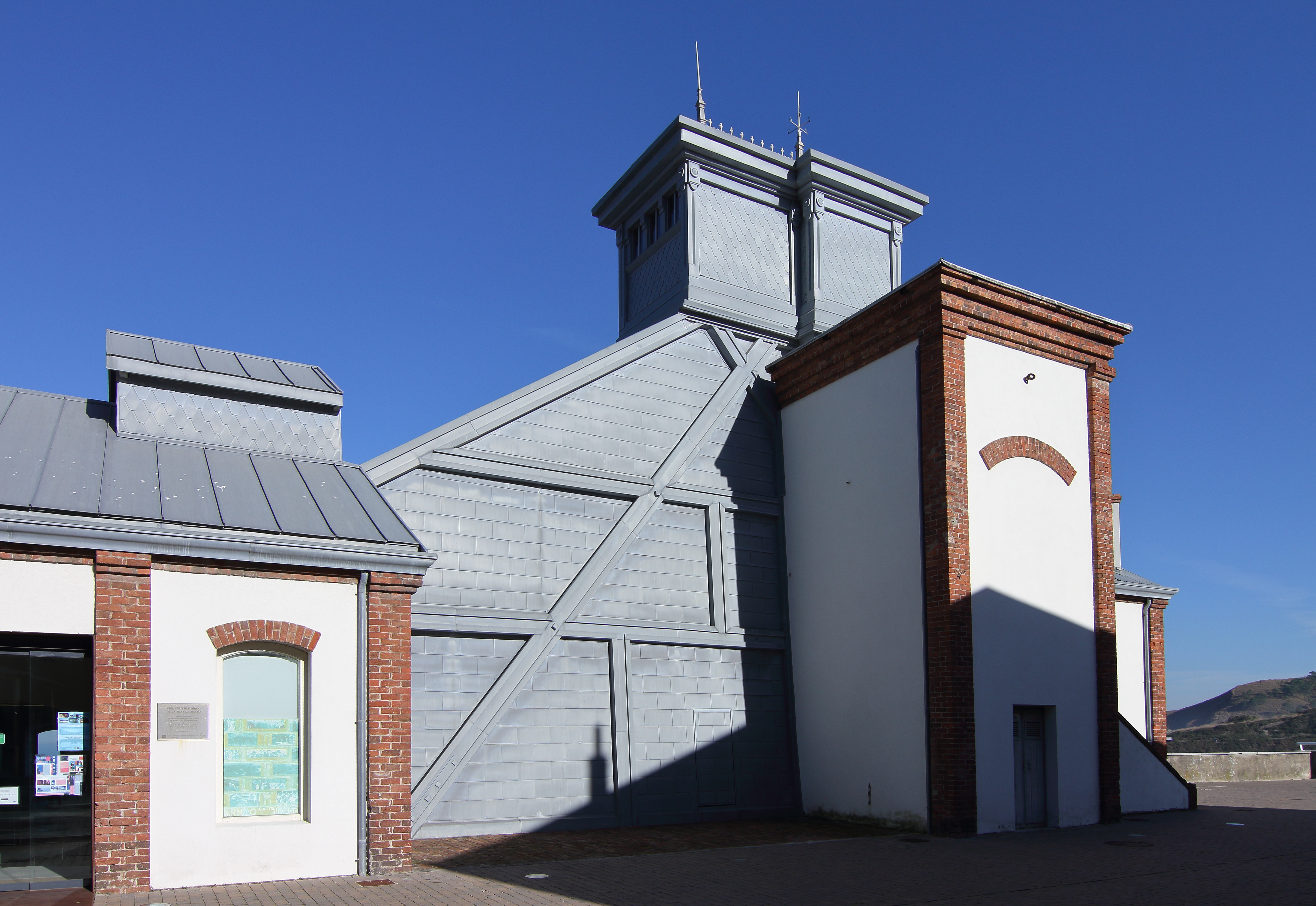

El castillete de Arnao es el más antiguo de los que se conservan. Construido por la empresa de capital mayoritariamente belga Real Compañía Asturiana de Minas (RCAM), dio servicio al considerado como primer pozo vertical profundizado en Asturias, de 80 m de profundidad. La explotación de hulla en la localidad de Arnao, concejo de Castrillón, está documentada desde el siglo XVI y finalizó en 1915 en que se clausuró la mina de la RCAM debido a las filtraciones de agua de mar.
Construido en madera, fue cerrado con madera y recubierto con escamas de zinc, que fabricaba la propia compañía en la fundición cercana. Esta actuación se atribuye al arquitecto Tomás Acha Zulaica en 1902. Restaurado en el siglo XXI, forma parte del museo de la mina de Arnao. 
La castillete y los edificios anexos se encuentran catalogados como Bien de Interés Cultural desde 2011, con la categoría de momunento.

### Barredo

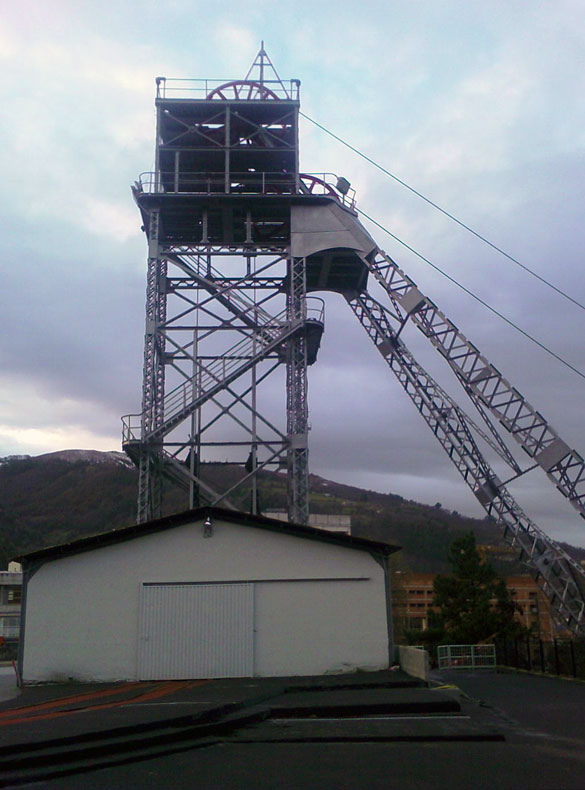

El castillete del Barredo fue construido por Fábrica de Mieres con perfiles de hierro roblonado en 1941 al oeste de la explotaciones de montaña del Grupo Mariana de la empresa y actualmente se encuentra dentro del casco urbano de Mieres del Camino, villa capital del concejo de Mieres.
Dispone de dos pisos para las poleas.
El brocal del pozo se encuentra en una plataforma elevada a la misma cota que la bocamina del grupo Mariana, mientras que la máquina de extracción se encuentra por debajo de dicha cota. De esta modo, el castillete se eleva 31 metros por encima de la plataforma mientras que las tornapuntas, de celosía,  salvan un desnivel mayor.
Dio servicio al pozo para la extracción de carbón hasta 1995. Desde esa fecha mantuvo el servicio para el matenimiento de la explotación (desagüe, ventilación, etc) que fue utilizada para proyectos de investigación de seguridad minera.

### La Camocha
Mina La Camocha contó con tres castilletes a lo largo de su vida, sobre sus correspondientes pozos principales de acceso al interior, numerados del 1 al 3, según su antigüedad. De ellos subsisten el del pozo n.º 2 (1998) y el del n.º 3.
El pozo n.º 2 se empezó a profundizar en 1932 a unos 100 metros del n.pozo n.º 1. El castillete original fue sustituido en 1996 por uno similar al existente en el pozo Carrio.
El castillete del pozo n.º 3 está incluido en el catálogo urban´stico del municipio de Gijón desde 2010 dentro del Conjunto de la Mina de la Camocha.

### Candín I

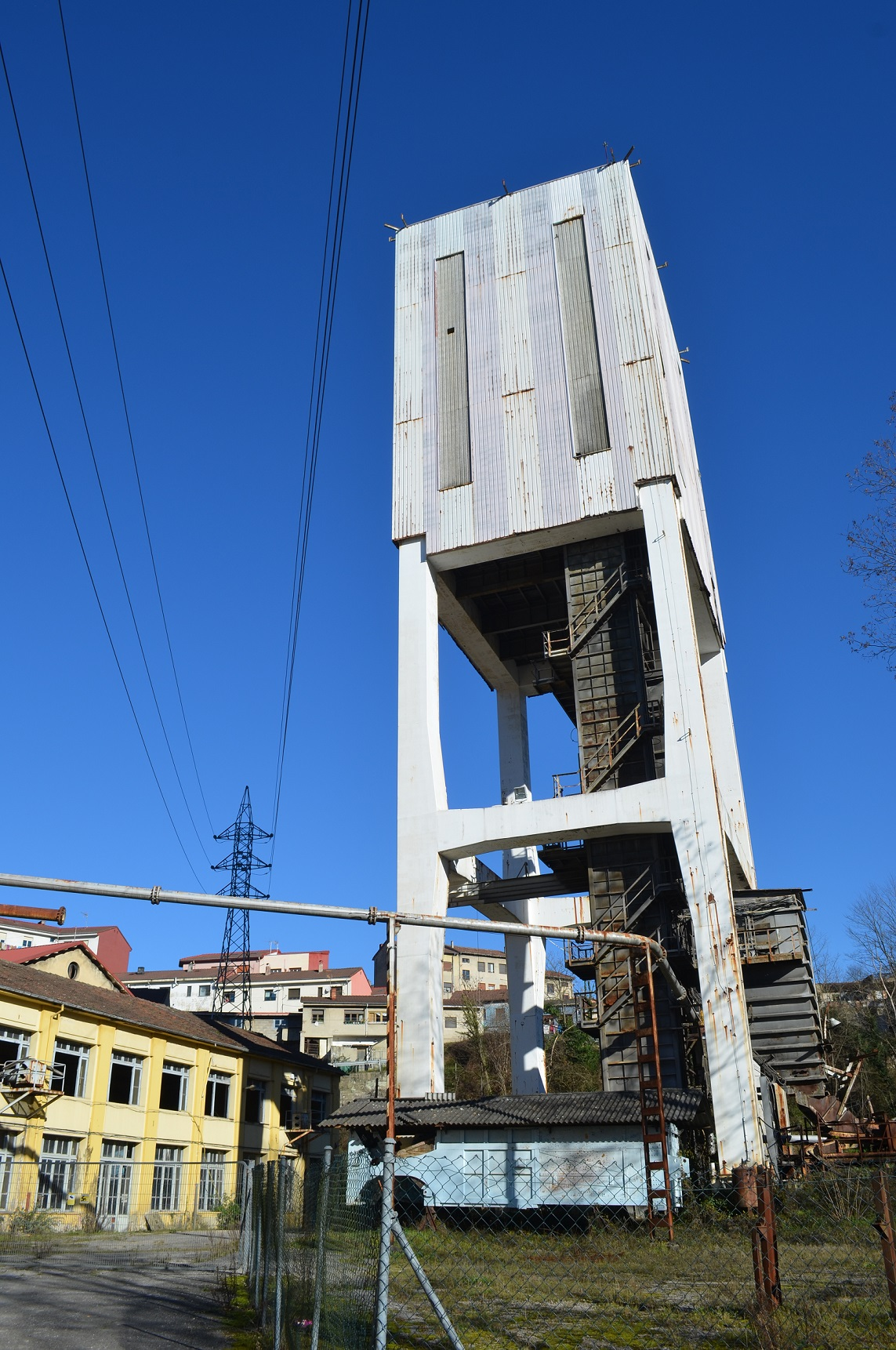
Pozo Santa Eulalia

El pozo fue profundizado entre 1943 y 1946 por la empresa hullera Carbones de Langreo con el nombre de Santa Eulalia. Dicha empresa era propiedad de Manuel Suárez García, natural de Carbayín Alto, cuyo sobrenombre, el Cabritu, es otro nombre popular de la explotación. Carbones de Langreo se integró en Hunosa en 1969 y el pozo pasó a denominarse como Candín I.
Tras la integración en Hunosa se unificaron servicios e instalaciones con el cercano pozo Lláscares (Candín II) y fruto de esta unión se concentró en el Candín I la extracción, para lo que en los 70 se sustituyó el antiguo castillete del pozo por una torre de extracción. Esta torre es una estructura porticada de acero laminado, de nudos rígidos y pilares de sección rectangular cerrada.

### Candín II

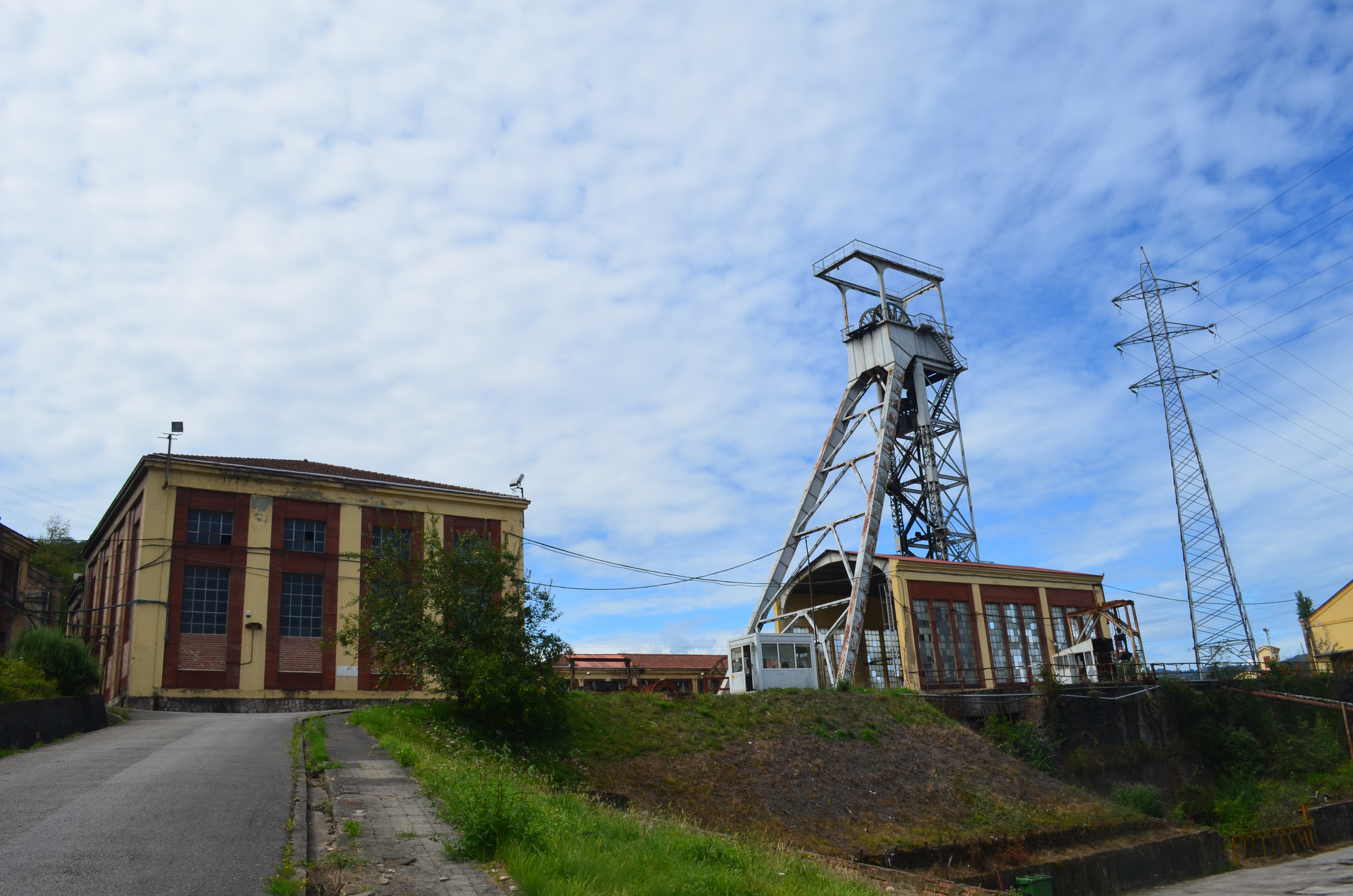

El pozo San Enrique (o Lláscares) fue empezado a profundizar en 1920 por la empresa Minas de Langreo y Siero, junto al río Candín. Parados los trabajos, se retomaron en 1931 y finalizaron en 1933. En ese momento, el pozo tenía una profundidad de 250 metros y 4,5 m de diámetro.
El castillete original databa de 1933 y fue modificado parcialmente en 1963 y elevado su altura hasta los 18 m. Además las tornapuntas de vigas en celosía fueron sustituidas por vigas de alma llena. El castillete de 1963 fue construido por Fábrica de Mieres y su autoría se atribuye a Ramón García Cánovas. Está construido en acero laminado y dispone de único piso de poleas.
Tras la integración de la empresa en Hunosa, en 1967, pasó a denominarse Candín II y tras la unión con el pozo Santa Eulalia pasó a ser pozo auxiliar. Para ello fue reprofundizado primero hasta 473 m de profundid y después 180 metros más, para bajar hasta la cota de última planta del Candín I. 
LIÑO 21. Revista Anual de Historia del Arte. 2015 (pags. 133-142)
Informe técnico para la solicitud de concesión para el aprovechamiento geotérmico a denominar Candín

### Carrio

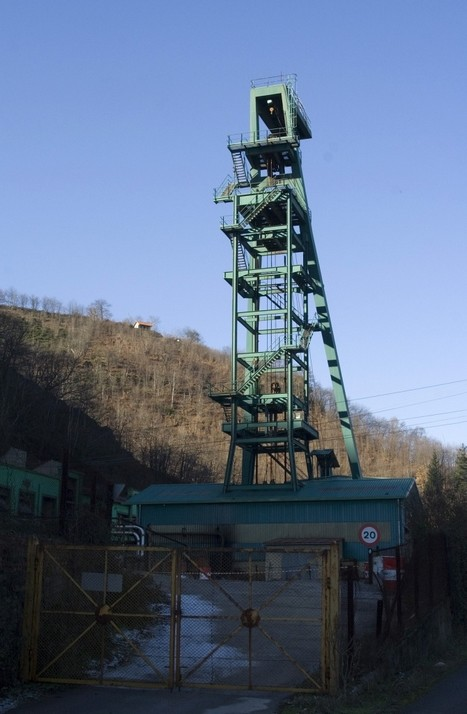

El pozo Carrio fue profundizado entre 1941 y 1946 por Duro Felguera y entró en producción en 1950. Sobre el pozo montó un castillete de hierro roblonado. En 1967 pasó a Hunosa, con el resto de los activos mineros de la empresa.
En 1991 fue instalado un nuevo castillete con dos pisos de poleas para una máquina de extracción de polea Koepe bicable y con dos tornapuntas de vigas cajón.

### Cerezal
El pozo Cerezal supuso la explotación en profundidad de las minas del grupo Santa Bárbara, de Duro Felguera. El pozo, originalmente llamado también Santa Bárbara, se comenzó a profundizar en 1942 y entró en producción en 1946, con una máquina de extracción de vapor. En 1959 Duro Felguera cambia la máquina de vapor por una eléctrica, lo que supuso la instalación de un nuevo castillete, girado 90° con respecto al anterior.
Con la integración de Duro Felguera en Hunosa, la explotación cambió el nombre de Santa Bárbara por el de Cerezal. Continuó en producción hasta 1988, siendo el primer pozo de Hunosa en abandonar la actividad extractiva.

### Espinos

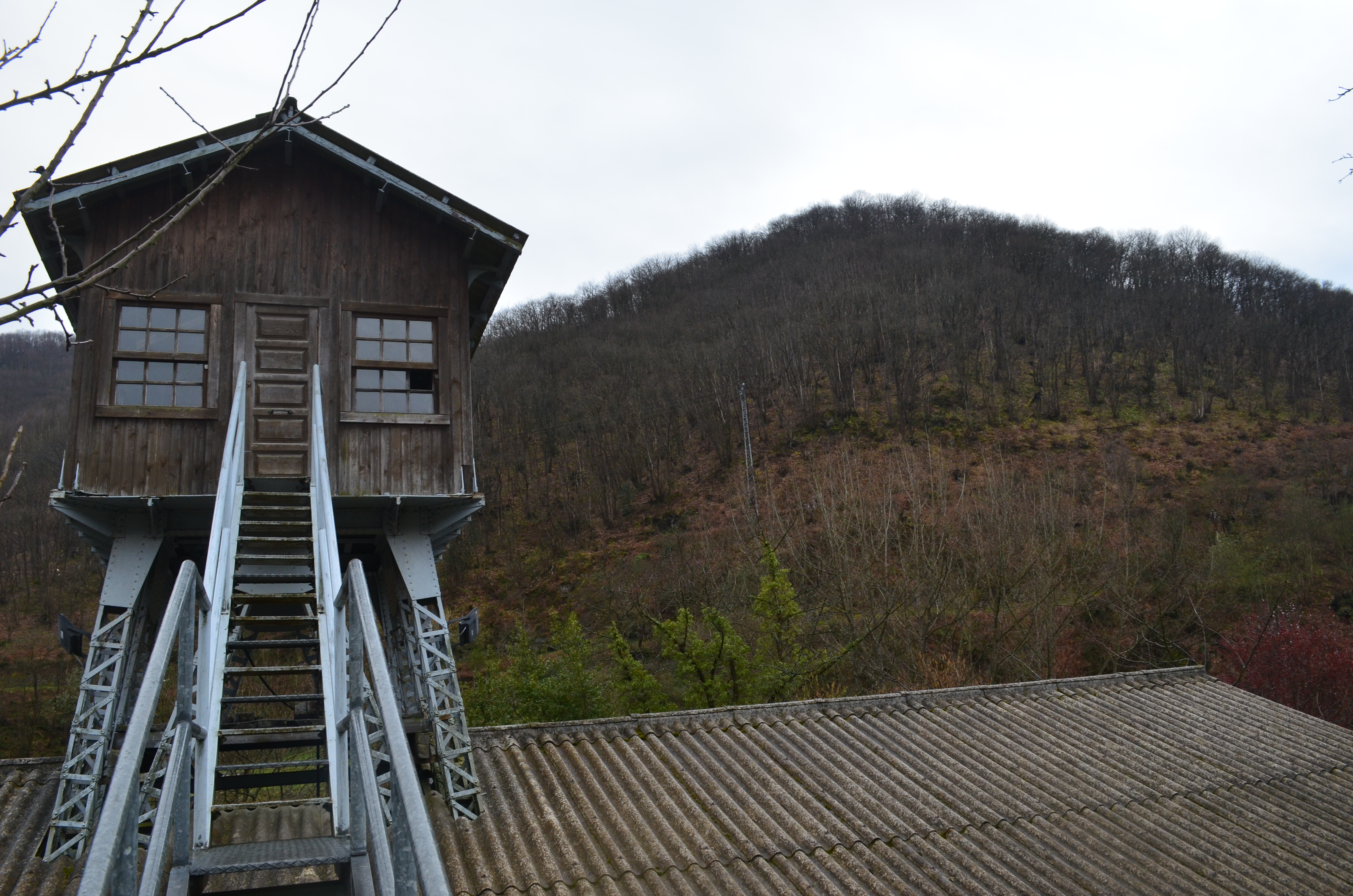

El pozo Espinos fue profundizado por Hulleras de Turón en 1927. Para el servicio del pozo se montó una peculiar torre de extracción, con cuatro pies derechos, de hierro roblonado, que soportan a 7 metros de altura una caseta de madera. Dentro de ella, se conserva el cabestrante eléctrico de dos tambores que movía las jaulas, de dos vagones cada una.
La torre fue restaurada en 2002 por la Dirección General de Minería y Energía del Principado de Asturias.

### Figaredo

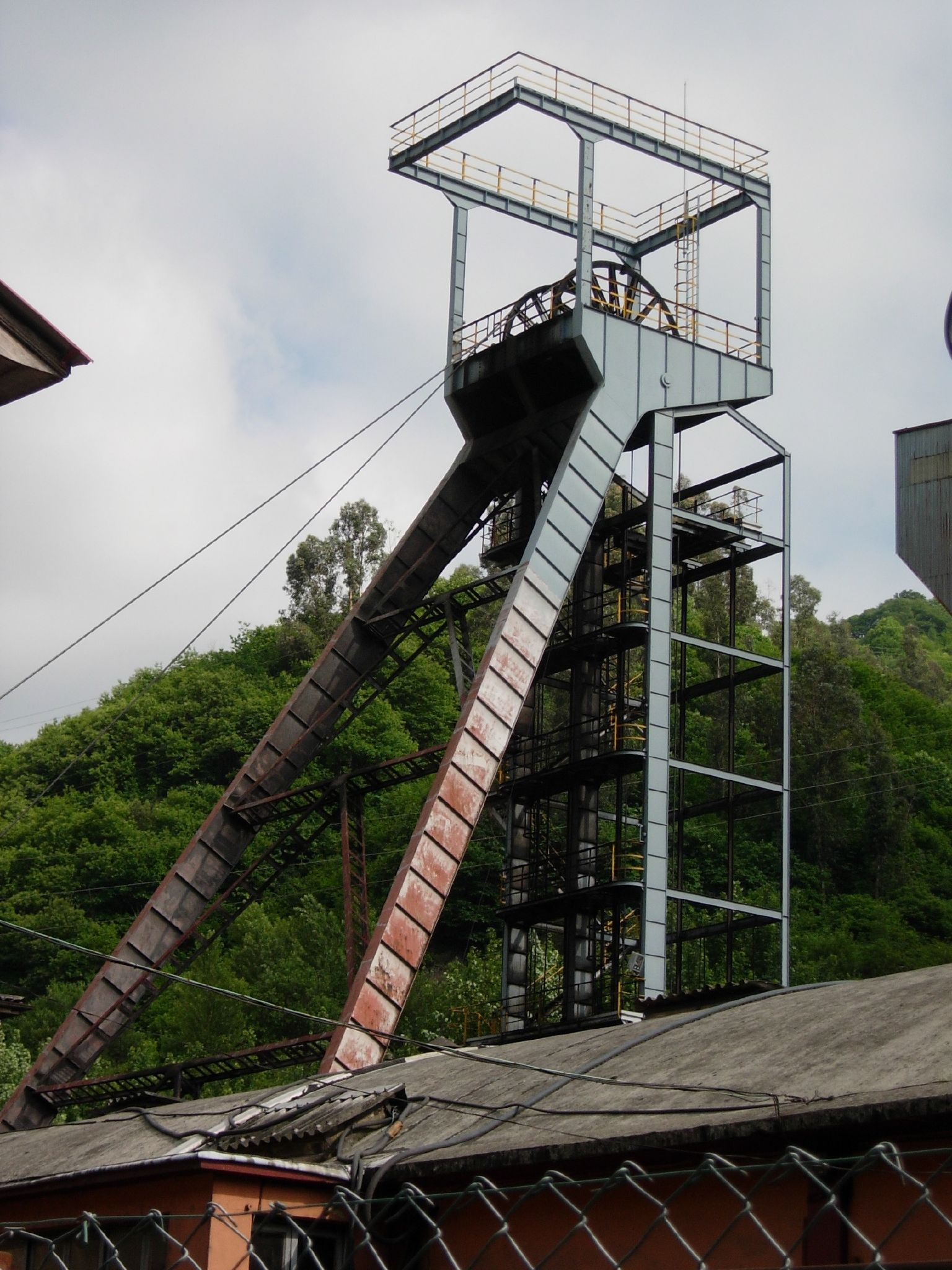

Minas de Figaredo fue una empresa minera constituida en 1932 por la familia Figaredo (anteriomente Fernández) para continuar la explotación de la mina subterránea de carbón situada en Cortina, en la parroquia mierense de Figaredo, de donde era oriundo el patriarca, Inocencio Fernández Martínez. La explotación, tras la crisis de la década de 1970, es vendida al Estado en 1980 a una peseta por acción y pasa a formar parte del Instituto Nacional de Industria. En 1998 se integra en HUNOSA mediante fusión por absorción, pasando a denominarse la explotación pozo Figaredo. 

#### San Inocencio
El pozo San Inocencio es el más moderno de los dos pozos de Minas de Figaredo. El castillete es metálico soldado con dos tornapuntas de viga cajón.

#### San Vicente
El pozo San Vicente estaba equipado con una torre de extracción de hormigón que daba servicio a un pozo de 11 plantas y 500 m

### Fondón

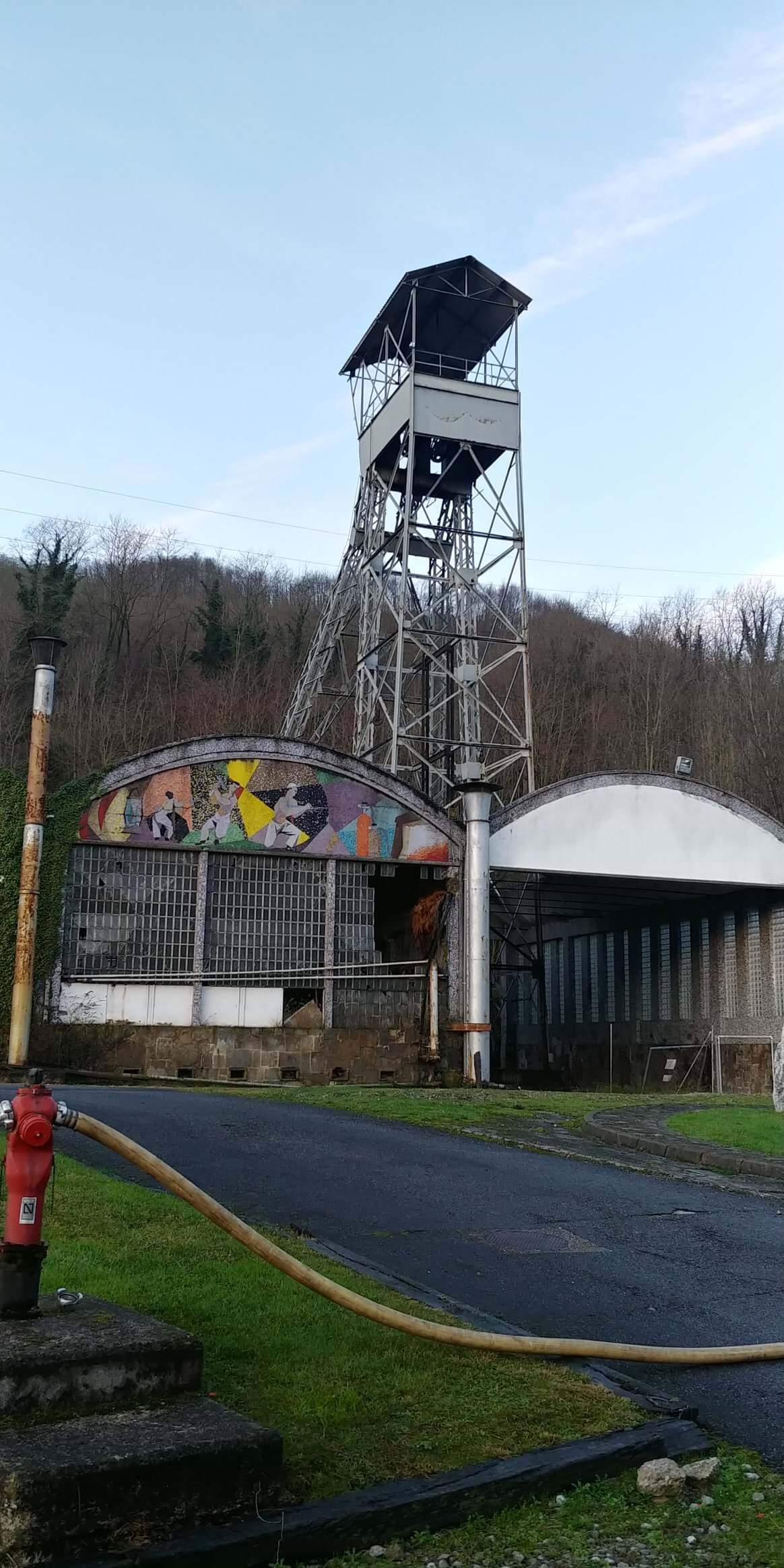

El pozo Fondón es la continuación por debajo del nivel del valle de la explotación de la mina La Nalona, de la que se conserva la bocamina. Para ello, la empresa Duro Felguera inició, en 1995, los trabajos de profundización de dos pozos verticales con sendos castilletes. El pozo I, el principal, llegó a una profundidad de 483 m con 5 m de diámetro. El n.º 2, el auxiliar, tiene 3,8 m de diámetro y 378 m de profundidad.
Ambos castilletes contaban con dos tornapuntas de vigas de celosía y un único piso de poleas. El castillete del pozo principal, que se conserva, tiene 30 metros de altura y el del pozo auxiliar, desmantelado en abril de 1993, tenía 18,50 metros.

### Lieres
Minas de Lieres fue una explotación hullera cuya explotación comienza en 1892 por la Sociedad Especial Minera La Fraternidad, hasta 1903 año en que la propiedad se traspasa a la sociedad belga Solvay y compañía para suministrar hulla a su planta de sosa de Barreda, en Torrelavega. La profundización del pozo n.º 1 se inicia en 1915 y la del pozo n.º 2, auxiliar, en la década de 1940-1950. 

#### Castillete n.º 1
Es un castillete muy interesante por su estructura de hormigón, de unos 25 metros de altura al eje de poleas, ambas paralelas y a la misma altura.
Así como es muy frecuente encontrar torres de extracción con estructura de hormigón o metálicas, en el caso de los castilletes son habitualmente metálicos, siendo el pozo número 1 de Lieres un caso bastante insólito en Asturias por su estructura de hormigón.
Otro aspecto interesante que se deja ver en el castillete es que el guionaje y viguetas del Pozo número 1 son de madera, pino tea traído de fuera, y en perfecto estado de conservación y funcionamiento. La antigua máquina de extracción se ha trasladado al Museo de la Minería.
Los planos encontrados datan del año 1943.

#### Castillete n.º 2
Junto con el otro castillete, es el símbolo por excelencia del pozo.
Fue construido antes de 1986, con proyecto de 1983. Tiene una altura de 32,5 metros y una superficie construida en planta de 119 metros cuadrados.
Es un castillete de hierro, de perfilería roblonada y chapa soldada que sustituyó a otro anterior (metálico y de menor altura). Su cerramiento se lleva a cabo con fábrica de ladrillo a cara vista y la cobertura se lleva a cabo mediante una chapa metálica y marquesina de policarbonato.
https://www.boe.es/diario_boe/txt.php?id=BOE-A-2004-6070

### Llamas
El pozo fue profundizado por la empresa Mina Llamas y bautizado como San José. Comenzó su actividad en 1941 y en 1943 la empresa fue adquiridad por Nueva Montaña Quijano. Integrado en Hunosa en 1967
El castillete actual, de 26 m de altura y un piso de poleas, es consecuencia de una reprofundización realizada en la década de 1950 por la que se sustituyó el original. 
Consta de dos pies derechos arriostrados a las tornapuntas, todo ello en celosía y remachado.

### María Luisa

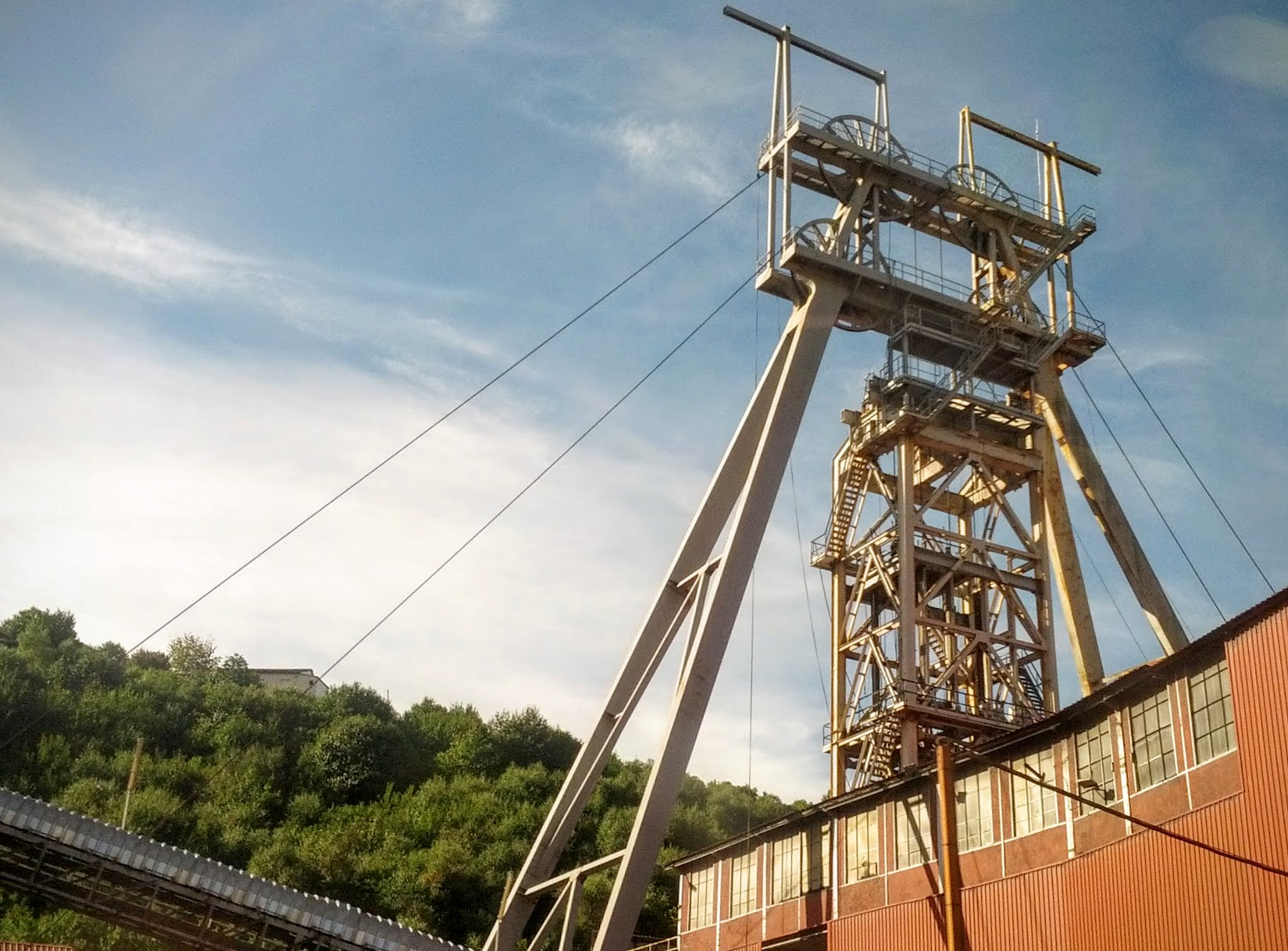

El castillete actual es un pórtico formado por cuatro tornapuntas, dos pisos de poleas coplanares dos a dos y cuatro pies derechos arriostrados, para dos sistemas de extracción en el mismo pozo, de sección elíptica. Es el resultado de dos reformas en 1973 y en 2009.
El 13 de abril de 2007 se declaró un incendio en la cinta de extracción del plano de Modesta que destruyó todo el sistema de extracción de las producciones de los pozos Sotón, María Luisa y Samuño al lavadero de Modesta. Debido a los daños sufridos, Hunosa renunció a recuperar las instalaciones afectadas y decidió concentrar la extracción en el pozo María Luisa. Para ello, fue necesario modificar el castillete al que se añadieron dos nuevas poleas para una máquina de extracción adicional.

### Modesta
El castillete del pozo Modesta es metálico de soldadura, de acero laminado. Fue construido hacia 1930 por Duro Felguera. Los elementos originalmente roblonados fueron sustituidos por soldaduras y las tornapuntas fueron reforzadas.
Entre noviembre de 2017 y agosto de 2018 fue restaurado.https://reunido.uniovi.es/index.php/RAHA/article/view/13450/12481

### Mosquitera I

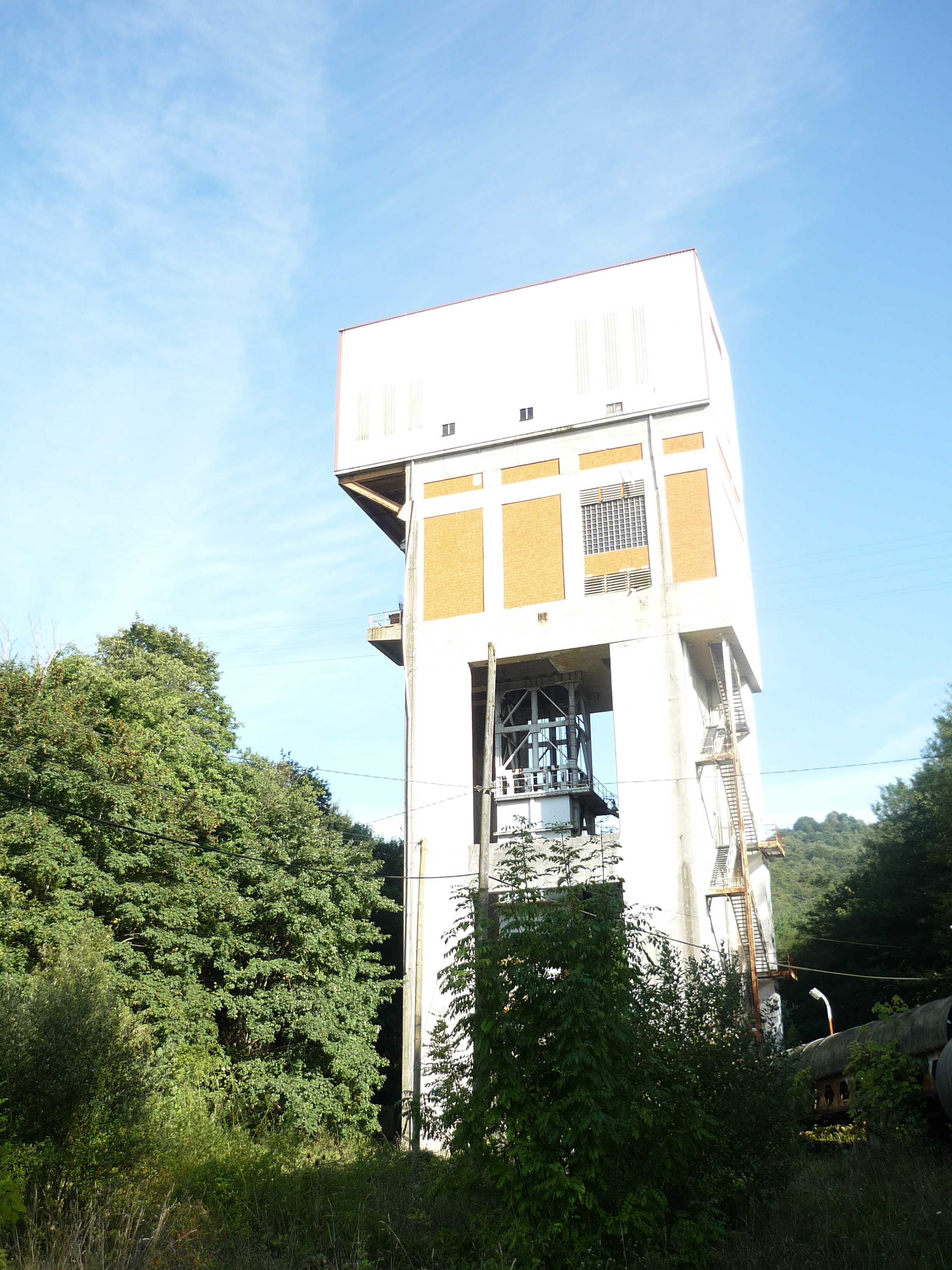

### Mosquitera II

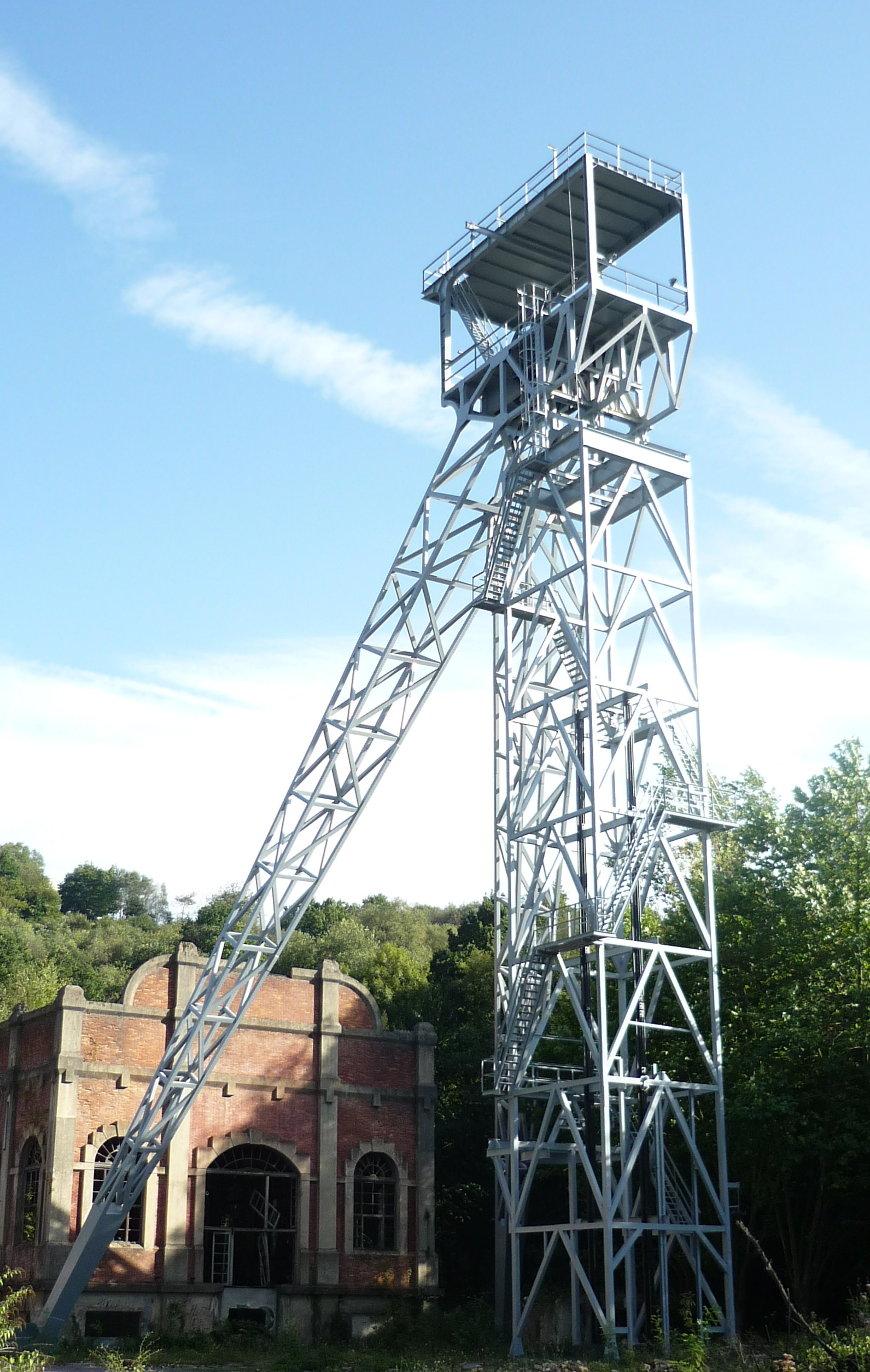

Es un castillete metálico de soldadura con tornapuntas de celosía. Tiene 37 metros de alto hasta el eje de poleas. El pozo fue empezado a profundizar en 1942 por Duro Felguera.
Protección
Incluido en el Plan Territorial Especial de Hunosa, en el Inventario del Patrimonio Cultural de Asturias y en el catálogo urbanístico de Langreo con protección integral.

### Polio

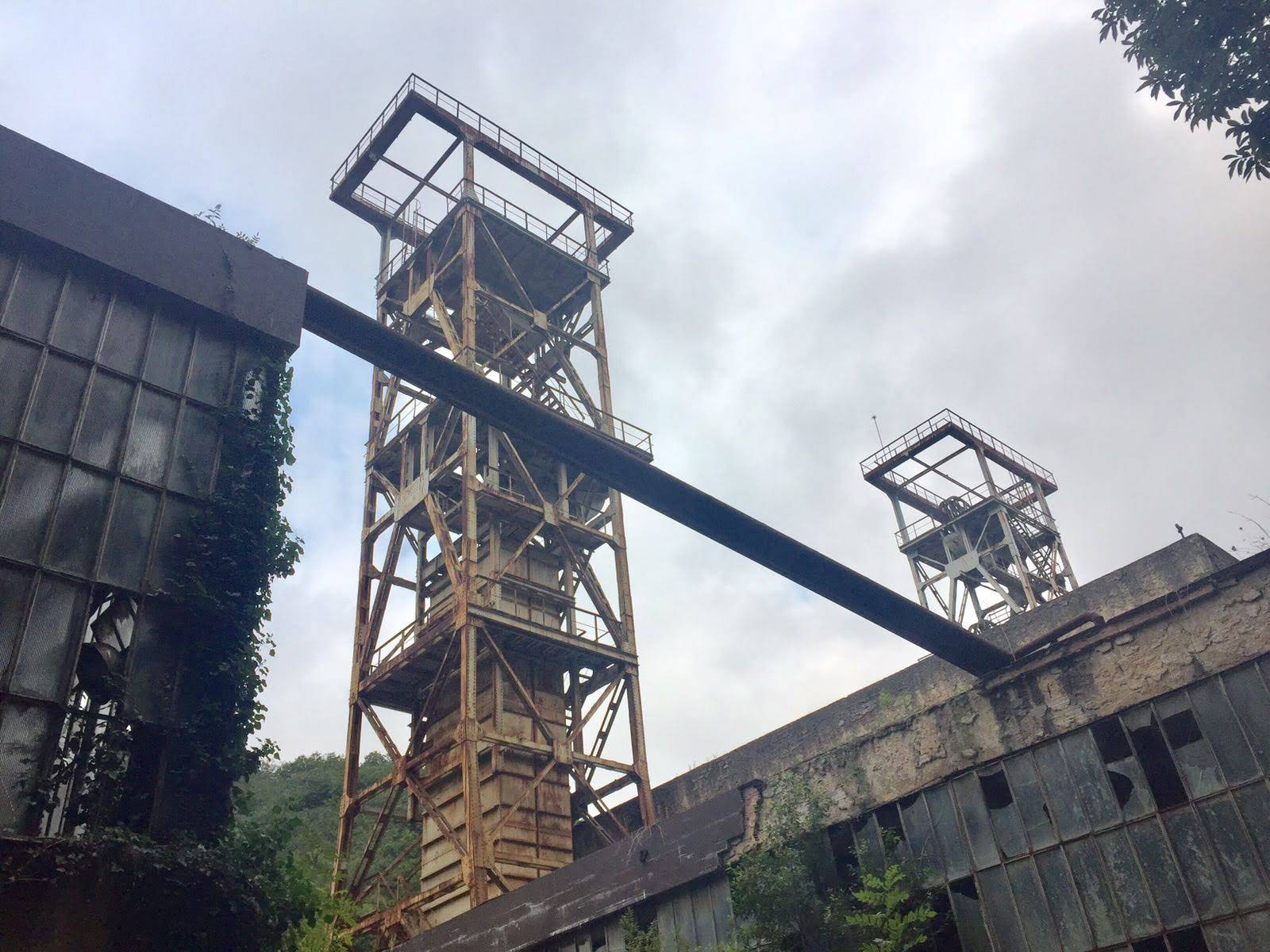

La mina de Polio fue la última profundizada por Fábrica de Mieres, tras Nicolasa. La compañía tenía planificada la profundización de los pozos de Polio tras finalizar la de San Nicolás (1952-1956), pero tras la declaración del Gobierno de la producción de carbón de «Interés Nacional» se adelantan las obras del pozo n.º 1 (auxiliar) a 1953 y a 1954 las del n.º 2 (extracción). Ambos se finalizan en 1956 con 606 y 411 m de profundidad, respectivamente. Los dos pozos cuenta con sendos castilletes simétricos sin tornapuntas, construidos en 1960 por la propia empresa vigas de alma llena de acero laminado con uniones mediante remaches y dos pisos de poleas, y 39,41 m de altura total. Las dos máquinas de extracción, Koepe bicable, se sitúan entre ambos castilletes, con tiros opuestos y próximas al castillete
Como el resto de las instalaciones mineras de Fábrica de Mieres, se integró en Hunosa en 1967, finalizando su actividad extractiva en 1992.
Protección
Los castilletes están incluidos, junto con otros elementos del pozo, en el Inventario del Patrimonio Cultural de Asturias y en el Catálogo Urbanístico del Plan Territorial Especial de Recuperación de los Terrenos de Hunosa en las Cuencas Mineras. Además aparecen en La arquitectura de la industria, 1925-1965 del Movimiento Moderno de la Fundación DOCOMOMO Ibérico, elaborado entre los años 2000 y 2002.

### Pumarabule
El pozo Pumarabule contaba con dos pozos verticales. El primero, de nombre Marta, también conocido como La Muerte fue profundizado en 1917 por Joaquín Velasco, contratista y arrendatario del propietario, Fábrica de Mieres. Su máquina de extracción estaba accionada por vapor y se conserva el edificio de la máquina y la chimenea de humos de la caldera. Este primer pozo tenía una sección circular de 4,25 m diámetro y una profundidad de 125 m, que posteriormente llegó a 236 m. 
En 1957 se profundiza un nuevo pozo a 50 m del anterior, con una mayor profundidad, 586 m. El pozo viejo pasó a ser auxiliar dedicado, entre otros servicios, a la bajada de tierras para relleno mediante tubería. Debido a ello se sustituyó la máquina de vapor por un cabestrante.

#### Marta 1
El castillete, de 1917, es metálico de roblonado con partes soldadas posteriores. Originalmente pesaba 20 t y tenía 16m de altura. Montaba dos poleas de 3 m de diámetro para cable plano. En 1941 fue reparado al ser afectado por el temporal de viento del 15 y 16 de febrero y posteriormente, al pasar a auxiliar, para la bajada de tierras.

### Roberto
El pozo Roberto se encuentra en Boinás, en el concejo de Belmonte de Miranda. Fue inaugurado en octubre de 2012 para dar servicio a un pozo de 430 m de profundidad y 5,5 m de diámetro perforado mediante raise-boring en la explotación subterránea del yacimiento de oro de El Valle-Boinás.

### Samuño

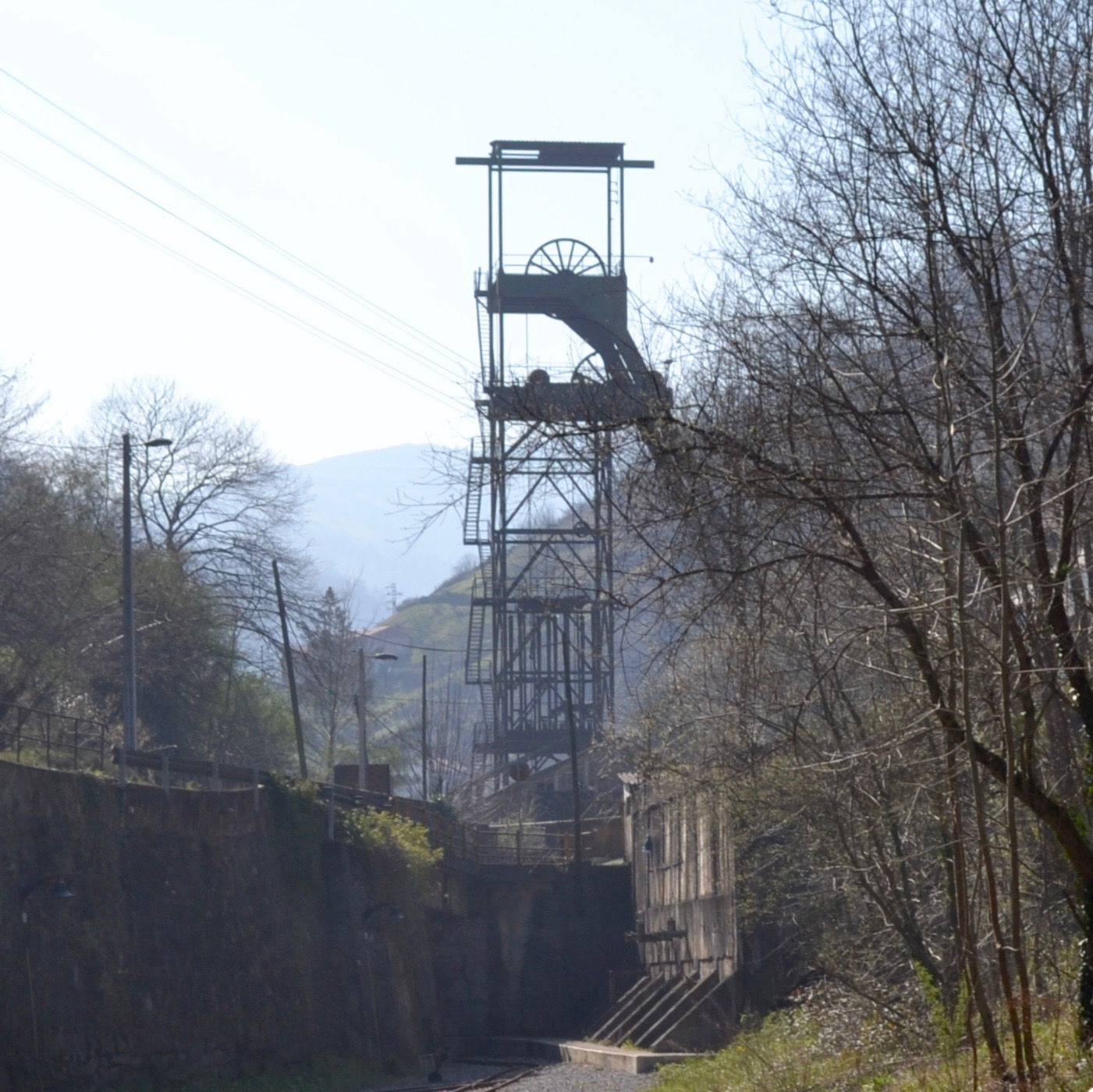

El pozo Samuño fue profundizado en la década de 1940 por la empresa Carbones Asturianos, para continuar la explotación en profundidad del laboreo del carbón en el tramo medio del valle del río Samuño. En 1943 se instala el castillete original.
En 1967 la empresa se integra en Hunosa y en 1985 se sustituye el castillete. El nuevo castillete, de acero laminado de soldadura y con dos tornapuntas de vigas cajón dispone de dos pisos de poleas como el anterior.

### San Antonio
El castillete original del pozo San Antonio data del año 1954, construido para la Sociedad Hullera Española, según un modelo habitual de GHH, con articulación entre el piso de poleas y la estructura inferuir. Tras su integración en Hunosa, el pozo fue reprofundizado y se reformó el método de extracción. Una nueva máquina de extracción con poela Koepe cuadricable se situó en un nuevo emplazamiento, perpendicular al tiro anterior. Las nuevas poleas sobre la estructura del castillete existente con dos nuevos tornapuntas.

### San Fernando
El castillete del Pozo San Fernando fue construido en 1953 con perfilería metálica soldada, tiene 15 metros de altura y sustituyó al anterior de madera. El pozo da acceso a 4 plantas subterráneas, cuenta con 200 metros de profundidad, 4,5 metros de diámetro y doble jaula. Se trata de uno de los castilletes conocidos como pozo-balanza, en el que la extracción del carbón seguía el proceso inverso al de una explotación vertical al uso. El mineral se bajaba hasta la planta más profunda, desde donde se sacaba por una galería de unos 1950 metros de longitud, denominada socavón de San Fernando, que conectaba el pozo con la parte baja del valle, lugar por donde accedían los trabajadores. Detrás del castillete se conserva la sala de máquinas, edificio construido en 1954, que estaba destinado a albergar la máquina de extracción y sus accesorios. Perteneció a la Sociedad Industrial Asturiana (SIA) y estuvo en funcionamiento hasta el año 1968.
El castillete, así como el socavón y la bocamina a él vinculados se encuentran incluidos en el Inventario de Patrimonio Cultural de Asturias.

### San Jerónimo
El pozo San Jerónimo fue empezado a profundizar en 1958, en las proximidades de Santianes (concejo de Teverga), por la empresa Hulleras e Industrias, S. A. (Hullasa), constituida en 1944. El pozo contó con tres plantas y 240 m de profundidad desde el brocal (540 m. s. n. m.) hasta 20 m por debajo de 3.ª planta (310 m.  s. n. m.), dentro del Grupo Santianes. La bocamina del primer piso del grupo, al sureste del pozo y que todavía se conserva, comunicaba con la 1.ª planta del pozo.
Para el servicio del pozo se montó en 1960 un castillete acero soldado de 20 m de altura, con dos tornapunta de vigas de alma llena y un piso de poleas. La máquina de extracción, conservada, accionaba jaulas de dos pisos guiadas mediante cables. 
El castillete fue restaurado en 2004 y el resto de instalaciones en 2009, por la Dirección General de Minería y Energía del Principado de Asturias.

### San Jorge
Es un castillete metálico roblonado de 1948, obra de la Sociedad Hullera Española. Estuvo en servicio hasta 1995.

### San José
El castillete del pozo San José es de acero laminado roblonado. Fue construido por Altos Hornos de Vizcaya en 1955 según un proyecto de 1949 del fabricante alemán Kölsch-Fölzer-Werke. El pozo fue empezado a profundizar por la empresa vasco-asturiana Hulleras de Turón en 1946 y entró en funcionamiento en 1957. La explotación fue asumida por Hunosa en 1968, manteniéndose en producción hasta 1993. Desde esa fecha se mantuvo el bombeo debido a las conexiones con el pozo Figaredo, que continuaba en producción. El desagüe se mantuvo hasta el año 2008. En ese año, se rehabilitó el castillete junto con otras instalaciones de exterior.
Protección
Se encuentra incluido en el inventario del Patrimonio Cultural de Asturias y en el catálogo urbanístico del concejo de Mieres

### San Julián de Box
Este singular castillete fue construido con mampostería pétrea ordinaria, sillares y ladrillos por la Compagnie Générale Minière en 1902 en la parroquia ovetense de San Julián de Box para el servicio del pozo vertical con una profundidad inicial de 106 m y dos plantas. Hacia 1950 habría alcanzado
los 220 metros, añadiendo una tercera planta.
El castillete es una obra de fábrica mixta de planta rectangular, con tres muros, abierto en uno de sus lados cortos. Los muros fueron levantados en
mampostería de piedra con sillares bien labrados en los machones y recurso puntual al ladrillo macizo en el recercado de los vanos que se disponen en el lado corto. Tuvo cubierta a dos aguas, de la que solo quedan las cerchas, que cuelgan invertidas. Entraría dentro de la tipología de castillete torre con máquina en el suelo, variante que tuvo su apogeo en Alemania, Bélgica y Francia entre 1850-80.
El pozo vertical es de los más tempranos de los profundizados en Asturias.
https://sede.asturias.es/bopa/2016/04/28/2016-04123.pdf

### San Luis

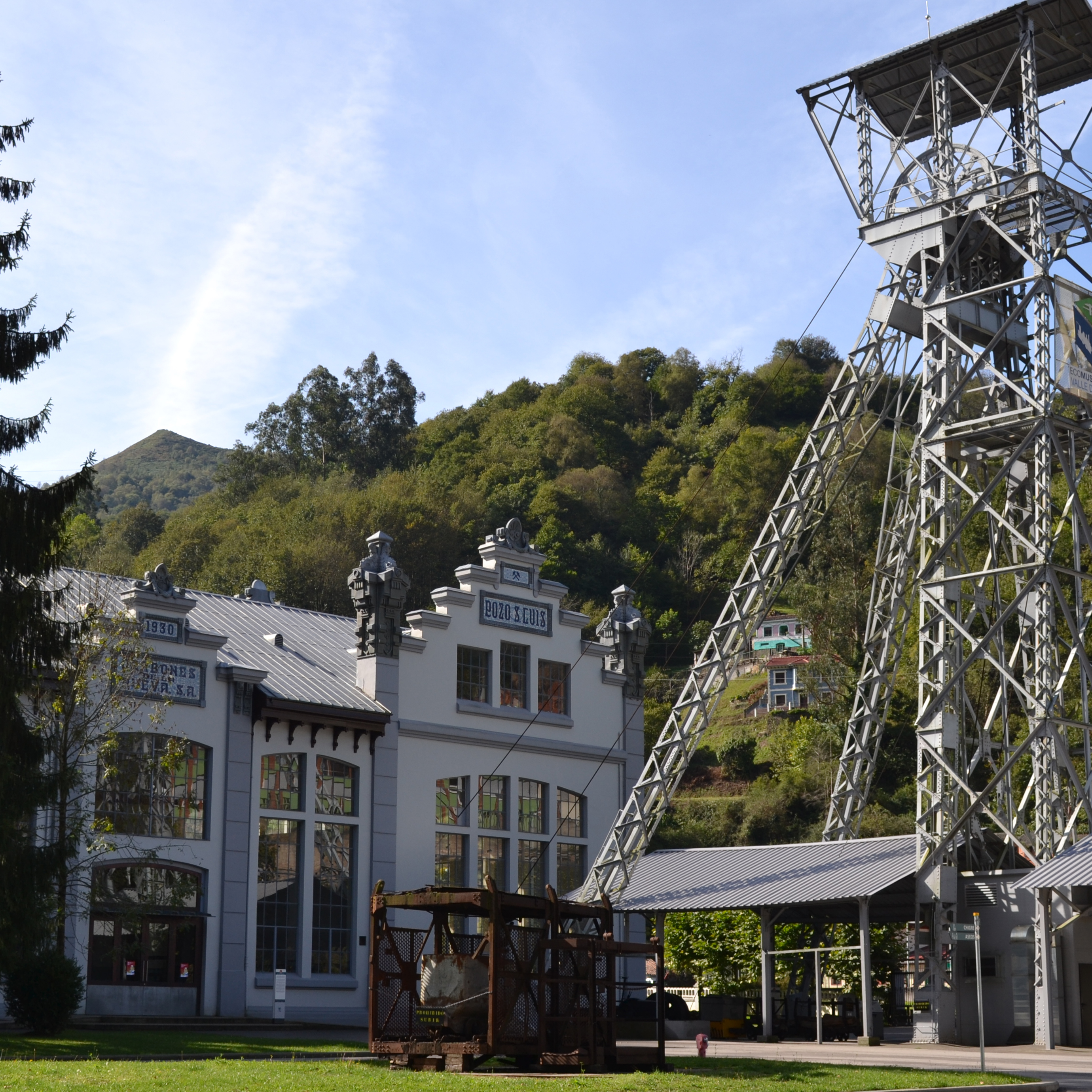

El pozo San Luis fue profundizado por Carbones de La Nueva entre 1928 y 1930. La empresa había sido adquirida en 1925 por la Real Compañía Asturiana de Minas (RCAM) para su suministro de carbón por el cierre de la mina de Arnao en 1915. La RCAM acometió la explotación por debajo del nivel del valle. El pozo se integró en Hunosa en 1968 y pasó a desempeñar la función de auxiliar del cercano pozo Samuño. Es propiedad municipal de Langreo desde el 2008 y en virtud del acuerdo suscrito entre Hunosa y el Consistorio en la misma fecha.
En 2013 el conjunto del pozo San Luis fue declarado bien de interés cultural y forma parte del ecomuseo minero del Valle de Samuño. 
Celosía. 25 m de altura hasta el eje de poleas, en un único piso.

### San Mamés

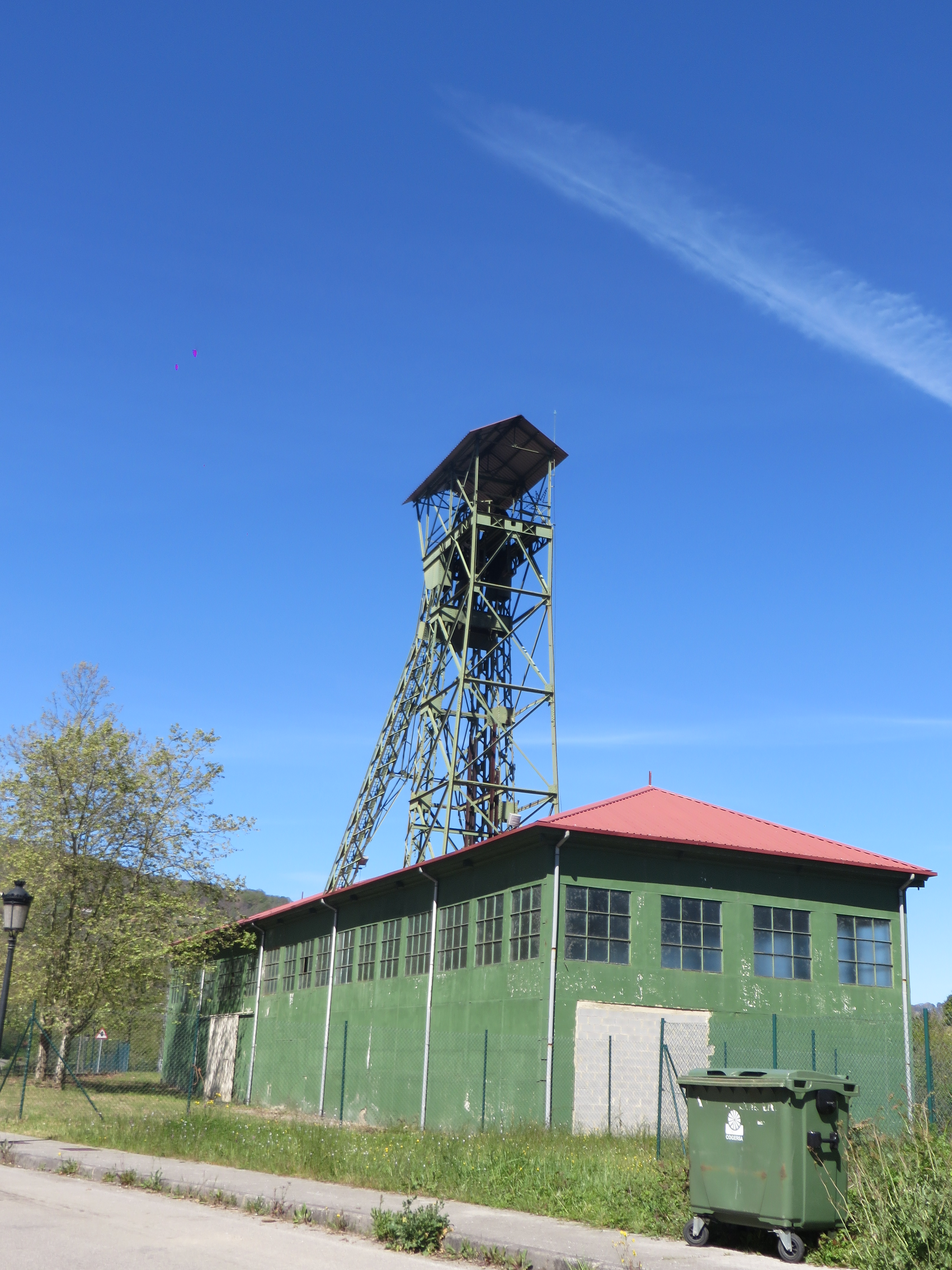

### San Nicolás
El pozo San Nicolás o Nicolasa de la empresa pública Hunosa se convirtió el 31 de diciembre de 2018 en la última explotación de carbón en España y su producción se destina, desde entonces, a la central térmica de La Pereda.
Los dos pozos fue profundizados entre 1952 y 1956 por Fábrica de Mieres, para continuar la explotación en profundidad de la mina Nicolasa, una de las más importantes de la compañía, cuyos pisos de montaña dejaron de explotarse en 1961.
El castillete del pozo n.º 1, de 1956, es de acero laminado con dos tornapuntas de vigas cajón y un piso de poleas. Además existe un pozo adicional, el n.º 2, que es el de extracción, que no dispone de castillete. La máquina de extracción, con polea Koeppe, está en superficie sobre el pozo y acciona un skip que descarga en una subplanta en la que se sitúa la cinta transportadora que descarga en el lavadero de Batán.
https://www.mieres.es/turismo/patrimonio/patrimonio-industrial/pozo-san-nicolas/

### San Vicente
La mina San Vicente data de 1883. En 1916 el pozo fue profundizado por la sociedad Carbones de San Vicente, de la familia Felgueroso. En 1926, el Sindicato de los Obreros Mineros de Asturias asume la gestión de la explotación que había sido puesta como aval para un préstamo del sindicato a Víctor Felgueroso Figar, que huyó con el dinero. Hasta 1937 la mina fue autogestionada por el SOMA, en que pasó a manos de la Falange, que la explotó hasta 1940. En 1957 es vendida a Hulleras del Rey Aurelio que la mantuvo en actividad hasta 1967, en que se integró en Hunosa como auxiliar del pozo María Luisa. Finalmente la empresa pública la vendió por una peseta al Museo de la Minería en torno a 1980.
El castillete tiene dos tornapuntas en celosía y un piso de poleas.

### Santa Bárbara
El Santa Bárbara fue el primer pozo declarado Bien de Interés Cultural, en 2009. La declaración incluía los castilletes de los dos pozos de la mina. Situado en La Rabaldana (Turón), concejo de Mieres, fue propiedad de Hulleras de Turón hasata su integración en Hunosa.

#### Pozo principal
Su castillete fue construido en 1962 y tiene 37 m de altura. Fue levantado con perfiles metálicos soldados. Cuenta con Dos tornapuntas oblicuas unidas por tirantes.

#### Pozo auxiliar
El segundo castillete de La Rabaldana es una estructura de 17 m de altura. Construido hacia 1962, es una structura de hierro recta cuya base se constituye por cuatro apoyos con entramado de perfiles metálicos roblonados reticulados. La estabilidad se asegura mediante dos tornapuntas oblicuos convergentes en altura y enlazados por tirantes que se refuerzan en aspa.

### Santiago

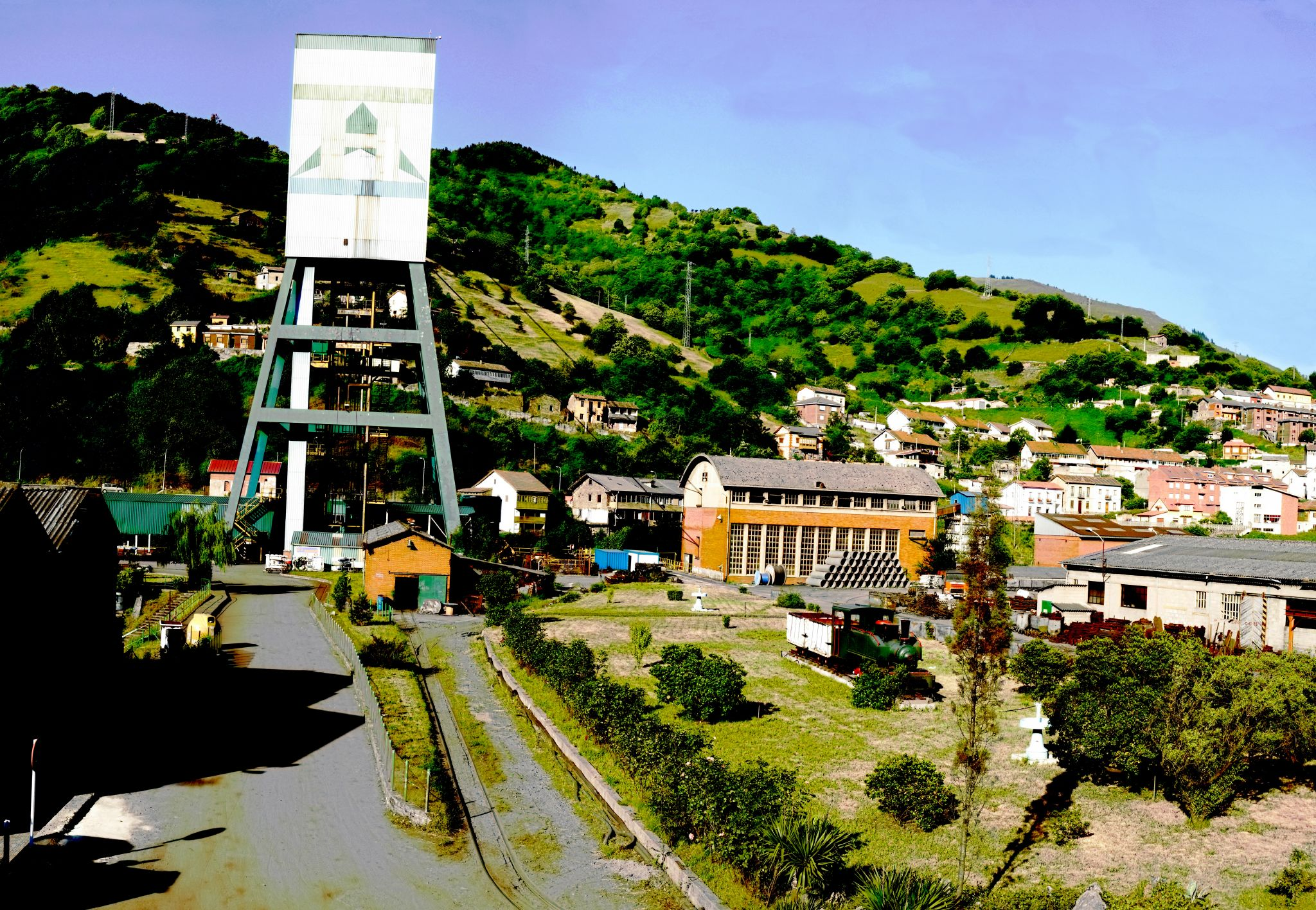

El pozo Santiago fue inaugurado en 1951 por la Sociedad Hullera Española con un castillete metálico, de 38 metros de altura, con soldadura al menos en las tornapuntas, de vigas de alma llena, y un único piso de poleas, fabricado por Duro Felguera. La misma empresa comenzó en 1988 la instalación una torre de extracción de 59 metros de altura construida con pilares de acero laminado de sección rectangular cerrada, cimentada sobre pilotes de hormigón armado. La torre se instaló sobre el castillete para una interrupción mínima de la actividad.
La parte superior de la torre dispone de tres pisos, y en el superior, a 49 metros de altura, se sitúa una máquina de extracción de poela Koepe bicable para servicio de la jaula, para personal y materiales. La torre también funciona como castillete para otra poele Koepe bicable instalada en la casa de máquinas del antiguo castillete para el accionamiento de skip y contrapeso para la extracción de carbón. Las poleas deflectoras de la jaula
La decoración de la parte superior de la torre fue decidida por Hunosa tras un concurso de ideas entre escolares de la zona.

### Sorriego
La empresa familiar Nespral y Cía. comenzó la profundización del pozo Sorriego en 1911 que comenzó a dar producción en 1917. De 4,25 m de diámetro, inicialmente tenía una profundidad de 135 m. En 1952 fue reprofundizado, lo que motivó el cambio del castillete original. Posteriormente, este castillete fue sustituido por el actual, con dos tornapuntas de vigas de alma llena y un piso de poleas.
La visera del castillete se cubre con cubierta a dos aguas.

### Tres Amigos

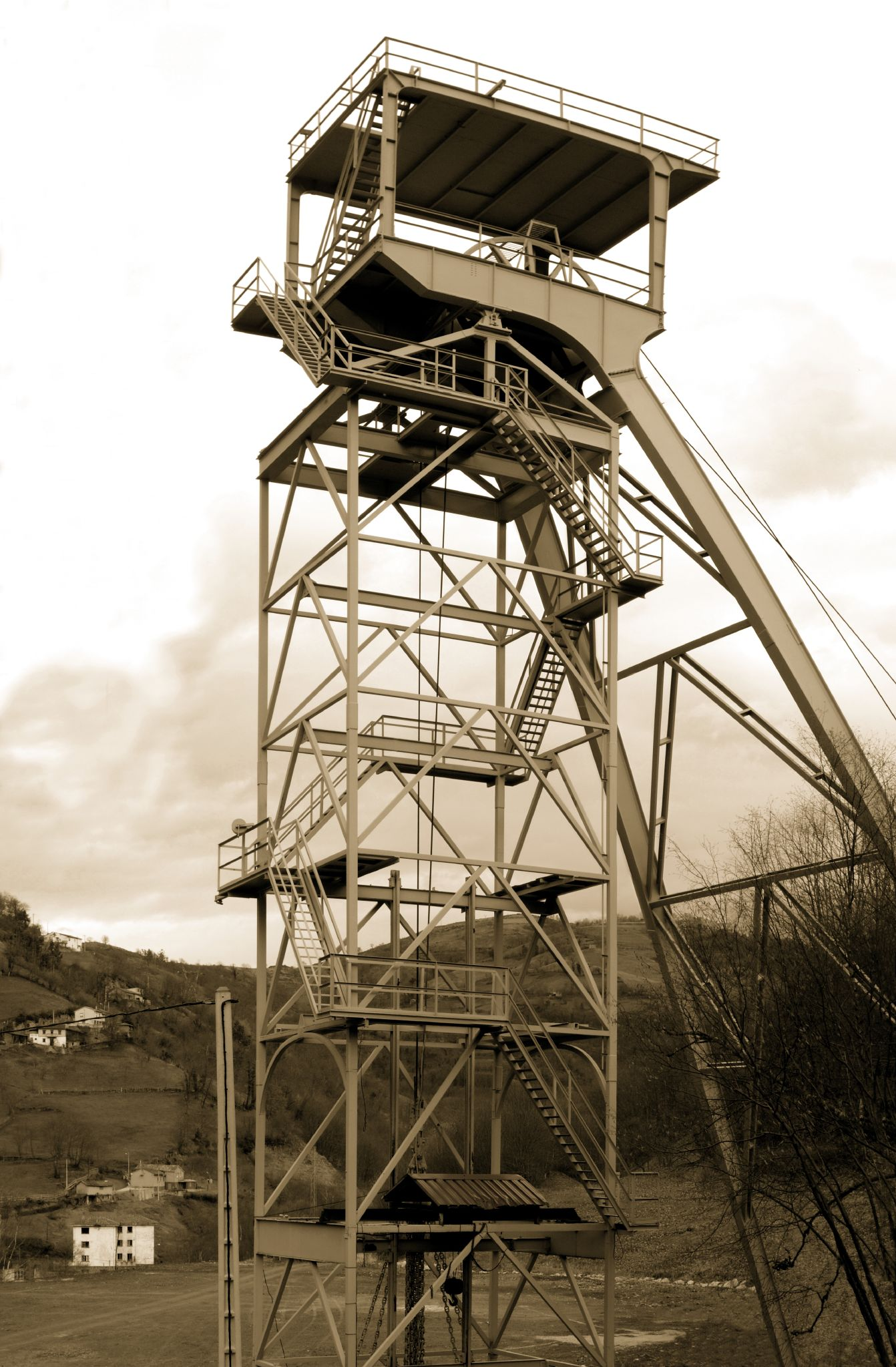

El castillete del pozo Tres Amigos data de 1962 y es de acero laminado. Construido por Duro Felguera, tiene una altura total de 31,48 m, 27 m sin la visera. 
El pozo se localiza en Vegadotos, en la parroquia mierense de Santa Rosa y fue profundizado en 1939 por la empresa Minas Tres Amigos con el nombre de San José. El 1 de julio de 1969 el pozo se integró en Hunosa y pasó a denominarse como Tres Amigos. En el año 2000 el pozo fue clausurado, manteniéndose únicamente el bombeo por control del nivel freático.http://info.igme.es/SidPDF/167000/476/167476_0000001.pdf

### Viñón
El área de Viñón-Libardón es la prolongación hacia el norte de la Cuenca Carbonífera Central, al oeste del Sueve, que aflora únicamente en Viñón. En 1956, el Grupo Minero de Viñón, de la empresa minera González y Díez, inició la profundización de un pozo plano de 45° de inclinación, de 46 m de profundidad, hasta la primera planta. Para el servicio del pozo se construyó un castillete de mampostería, de 10 metros de altura por 10 metros de base. La actividad extractiva en la mina se terminó en 1969.

## Tabla
Explotaciónnombre de la mina o grupo minero al que pertenece o perteneció el pozo.
Pozonombre del pozo, si era diferente al de la explotación.
Fechaaño o época en que se construyó el castillete, o en que se puso en funcionamiento.
Tipose distingue, al menos, el castillete propiamente dicho —con la máquina de extracción en el suelo— de la torre de extracción —máquina en lo alto de la torre—. También se recogen las denominaciones regionales del castillete (cabria,...)
Alturaelevación total del castillete sobre el suelo o hasta el eje de poleas.
Materialesse clasifican según el material estructural empleado en la construcción del castillete y, en el caso de los metálicos, la técnica de unión de las distintas partes del mismo.
Localidadpoblación actual donde radica el castillete.
Provinciacorrespondiente a la localidad de situación actual del castillete.
Coordenadaslocalización en coordenadas geográficas del castillete referidas al European Terrestrial Reference System 1989 (ETRS89) y, en tipografía más pequeña, al European Datum 50 (ED50).
Protecciónse indica si existe algún tipo de protección del castillete, bien por sí mismo o formando parte de un conjunto más amplio:
BIC: Bien de interés cultural.
CU: catálogo urbanístico municipal.
IPCA: Inventario del Patrimonio Cultural de Asturias.
ImagenFotografía.
| Explotación                           | Pozo                       | Fecha          | Tipo                | Altura    | Materiales                  | Localidad               | Concejo                    | Coordenadas                                         | Protección | Imagen                                              |
| ------------------------------------- | -------------------------- | -------------- | ------------------- | --------- | --------------------------- | ----------------------- | -------------------------- | --------------------------------------------------- | ---------- | --------------------------------------------------- |
| Mina de Arnao                         | pozo maestro               | 1902           | Castillete          |           | Madera (recubierta de zinc) | La Mina, Arnao          | Castrillón                 | 43°34′37.82″N 5°59′0.75″O / 43.5771722, -5.9835417  | BIC        |                                                     |
| Pozo Barredo                          | Pozo Barredo               | 1941           | Castillete          | 30        | metálico roblonado          | Mieres del Camino       | Mieres                     | 43°14′34.08″N 5°46′29.23″O / 43.2428000, -5.7747861 | No         |                                                     |
| Mina la Camocha                       | n.º 2                      | 1996-1997      | castillete          |           | metálico                    | Huerces                 | Gijón                      | 43°29′6.37″N 5°39′51.83″O / 43.4851028, -5.6643972  |            |                                                     |
| Mina la Camocha                       | n.º 3                      | ca. 1949       | castillete          |           | metálico                    | Huerces                 | Gijón                      | 43°29′8.1″N 5°39′58.37″O / 43.485583, -5.6662139    |            |                                                     |
| Candín                                | I Santa Eulalia El Cabritu |                | torre de extracción |           | acero laminado              | Vega (La Felguera)      | Langreo                    | 43°18′47.67″N 5°40′31.92″O / 43.3132417, -5.6755333 | IPCA, CU   |                                                     |
| Candín                                | II San Enrique Lláscares   | 1933 (r. 1963) | castillete          | 18 m      | Metálico de soldadura       | Vega (La Felguera)      | Langreo                    | 43°18′34.79″N 5°40′43.68″O / 43.3096639, -5.6788000 | IPCA, CU   |                                                     |
| Pozo Carrio                           | Pozo Carrio                | ca. 1991       | castillete          |           | metálico de soldadura       | Barredos                | Laviana                    | 43°15′37.32″N 5°34′45.16″O / 43.2603667, -5.5792111 | IPCA       |                                                     |
| Pozo Cerezal                          | Pozo Cerezal               | 1958           | castillete          | ~30 m     | metálico de soldadura       | La Cruz (Santa Bárbara) | San Martín del Rey Aurelio | 43°15′25.81″N 5°36′35.73″O / 43.2571694, -5.6099250 | IPCA       |                                                     |
| Mina Delfina Mina de Alda o La Minona | Colás                      |                | Castillete          |           | metálico                    | Ortiguero               | Cabrales                   | 43°19′14.25″N 4°55′6.82″O / 43.3206250, -4.9185611  | No         |                                                     |
| El Entrego                            | El Entrego                 |                | castillete          |           | metálico                    | El Entrego              | San Martín del Rey Aurelio | 43°17′9.04″N 5°38′19.41″O / 43.2858444, -5.6387250  |            |                                                     |
| Pozo Esperanza                        | Pozo Esperanza             |                | castillete          | 15,50 (e) | metálico                    | Terronal                | Mieres                     | 43°16′8.5″N 5°46′37.04″O / 43.269028, -5.7769556    |            |                                                     |
| Pozo Espinos                          | Pozo Espinos               | 1927           | torre               | 7         | metálico, madera            | Preximir                | Mieres                     | 43°12′51.18″N 5°42′43.54″O / 43.2142167, -5.7120944 |            |                                                     |
| Minas de Figaredo Pozo Figaredo       | San Inocencio              |                | castillete          | 40 m      |                             | Cortina (Figaredo)      | Mieres                     | 43°12′32.51″N 5°46′1.47″O / 43.2090306, -5.7670750  | IPCA       |                                                     |
| Minas de Figaredo Pozo Figaredo       | San Vicente                |                | torre               |           |                             | Cortina (Figaredo)      | Mieres                     |                                                     |            |                                                     |
| Pozo Fondón                           | n.º                        |                | Castillete          |           | metálico                    |                         |                            | Sama                                                | Langreo    | 43°17′52.16″N 5°41′20.34″O / 43.2978222, -5.6889833 |
| Minas de Lieres Pozo Siero            | I (principal)              | 1940-1941      | Castillete          | 33,0 m    | Hormigón armado             | Solvay (Lieres)         | Siero                      | 43°22′1.14″N 5°34′27.99″O / 43.3669833, -5.5744417  | IPCA       |                                                     |
| Minas de Lieres Pozo Siero            | II (auxiliar)              | 1986           | Castillete          | 32,5 m    | Metálico con soldadura      | Solvay (Lieres)         | Siero                      | 43°22′0.04″N 5°34′29.51″O / 43.3666778, -5.5748639  |            |                                                     |
|                                       |                            |                |                     |           |                             |                         |                            |                                                     |            |                                                     |

| Explotación | Pozo                                 | Época          | Tipo                | Altura (m)           | Construcción                 | Dimensiones del pozo (m) | Dimensiones del pozo (m) | Localización                                        | Localización                                        | Localización                                                                                           | Protección |
| Explotación | Pozo                                 | Época          | Tipo                | Altura (m)           | Construcción                 | Diámetro                 | Profundidad              | Localidad (parroquia)                               | Concejo                                             | Coordenadas                                                                                            | Protección |
| --- | ------------------------------------ | -------------- | ------------------- | -------------------- | ---------------------------- | ------------------------ | ------------------------ | --------------------------------------------------- | --------------------------------------------------- | --- | ---------- |
| Minas de Lieres Pozo Siero                                                                                      | I (principal)                        | 1940-1941      | Castillete          | 33,0 m               | Hormigón armado              | 3,5 m                    | 800 m                    | Solvay (Lieres)                                     | Siero                                               | 43°22′1.14″N 5°34′27.99″O / 43.3669833, -5.5744417                                                     | IPC        |
| Minas de Lieres Pozo Siero                                                                                      | II (auxiliar)                        | 1986           | Castillete          | 32,5 m               | Metálico con soldadura       |                          |                          | Solvay (Lieres)                                     | Siero                                               | 43°22′0.04″N 5°34′29.51″O / 43.3666778, -5.5748639                                                     | IPC        |
| Pozo Pumarabule o La Muerte o Marta                                                                             | I (auxiliar)                         |                | Castillete          |                      | Metálico                     | 4,3 m                    | 235 m                    | Carbayín Bajo                                       | Siero                                               | |            |
| Pozo Pumarabule o La Muerte o Marta                                                                             | II (principal)                       | 1945           | Castillete          |                      | Metálico                     | 4,65 m                   | 585 m/470 m              | Carbayín Bajo                                       | Siero                                               | 43°20′59.49″N 5°37′41.1″O / 43.3498583, -5.628083                                                      | IPC        |
| Mosquitera | Mosquitera I                         |                | Torre               |                      | Hormigón armado              | 5,60 m                   | 600 m                    | Mosquitera (Santiago de Arenas)                     | Langreo                                             | 43°20′2.22″N 5°38′2.17″O / 43.3339500, -5.6339361                                                      |            |
| Mosquitera | Mosquitera II Terrerón               | ca. 1950-      | Castillete          | ~30 m                | Metálico de soldadura        | 4,50 m                   | 480 m                    | Mosquitera (Santiago de Arenas)                     | Langreo                                             | 43°19′43.94″N 5°38′23.84″O / 43.3288722, -5.6399556                                                    | IPC        |
| Carbones Asturianos Pozo Samuño                                                                                 | Samuño                               | 1985-          | Castillete          | ~30 m                | Metálico de soldadura        | 6,00 m                   | 585 m                    | Puente Homero (Samuño)                              | Langreo                                             | 43°16′11.88″N 5°40′29.93″O / 43.2699667, -5.6749806                                                    | IPC        |
| Carbones de La Nueva Pozo San Luis                                                                              | San Luis                             | 1928           | Castillete          | 25 m                 | Metálico roblonado           | -                        | 625 m                    | La Nueva (Samuño)                                   | Langreo                                             | 43°15′41.66″N 5°40′25.14″O / 43.2615722, -5.6736500                                                    | BIC        |
| Pozo | Candín I Santa Eulalia El Cabritu    |                | Torre de extracción |                      | Acero laminado               | 4,5 m                    | 694 m                    | Vega (La Felguera)                                  | Langreo                                             | 43°18′47.67″N 5°40′31.92″O / 43.3132417, -5.6755333                                                    | IPC        |
| | Pozo Candín II San Enrique Lláscares | 1933 (R. 1963) | Castillete          | 18 m                 | Metálico de soldadura        | 4,5 m                    | 595/679 m                | Vega (La Felguera)                                  | Langreo                                             | 43°18′34.79″N 5°40′43.68″O / 43.3096639, -5.6788000                                                    | IPC        |
| Pozo María Luisa                                                                                                | María Luisa                          | 1933 (R. 1973) | Castillete          |                      | Metálico de soldadura        | 6,90 m ×5,75 m           | 545 m                    | Ciaño                                               | Langreo                                             | 43°17′17.68″N 5°39′39.06″O / 43.2882444, -5.6608500                                                    | IPC        |
| | Pozo Modesta                         | ca. 1930-      | Castillete          |                      | Metálico de soldadura        |                          |                          | Sama                                                | Langreo                                             | 43°17′27.52″N 5°40′50.22″O / 43.2909778, -5.6806167                                                    | IPC        |
| | Pozo Cerezal                         | 1958-          | Castillete          | ~30 m                | Metálico de soldadura        |                          |                          | La Cruz (Santa Bárbara)                             | San Martín del Rey Aurelio                          | 43°15′25.81″N 5°36′35.73″O / 43.2571694, -5.6099250                                                    | IPC        |
| Sotón · Archivo:Pozo Sotón.JPG                                                                                  | Pozo n.º 1                           | 1917           | Castillete          | 35 m (eje de poleas) | Metálico roblonado y soldado | 5 m                      | 560 m                    | Sotón (Linares)                                     | San Martín del Rey Aurelio                          | 43°16′51.21″N 5°37′18.18″O / 43.2808917, -5.6217167                                                    | BIC        |
| Sotón · Archivo:Pozo Sotón.JPG                                                                                  | Pozo n.º 2                           | 1922-1985      | Castillete          | 35 m (eje de poleas) | Metálico roblonado y soldado | 4 m                      | 470 m                    | Sotón (Linares)                                     | San Martín del Rey Aurelio                          | | BIC        |
| | Pozo Carrio                          | ca. 1991       | Castillete          |                      | Metálico de soldadura        | 4,5 m                    | 400 m                    |                                                     |                                                     | 43°15′37.32″N 5°34′45.16″O / 43.2603667, -5.5792111                                                    | IPC        |
| | Pozo Tres Amigos                     | 1942/1964-     | Castillete          | 31,48t               | Metálico de soldadura        | 4,25/4,50 m              | 486 m                    | Entrerríos (Vegadotos)                              | Mieres                                              | 43°15′53.34″N 5°43′39.87″O / 43.2648167, -5.7277417                                                    | IPC        |
| Llamas | Pozo Llamas                          | 1951           | Castillete          | 22,9 m               | Metálico roblonado           | -                        | 219                      | Ablaña (Loredo)                                     | Mieres                                              | | IPC        |
| | Pozo San José                        | 1952/1955      | Castillete          | 25 m                 | Metálico remachado           | 6,20 m                   | 398,82 m                 | San Francisco (Turón)                               | Mieres                                              | 43°12′30.65″N 5°44′16.84″O / 43.2085139, -5.7380111                                                    | IPC        |
| Minas de Figaredo Pozo Figaredo                                                                                 | San Inocencio                        |                | Castillete          | 40 m                 |                              |                          |                          | Cortina (Figaredo)                                  | Mieres                                              | 43°12′32.51″N 5°46′1.47″O / 43.2090306, -5.7670750                                                     | IPC        |
| Minas de Figaredo Pozo Figaredo                                                                                 | San Vicente                          |                | Torre de extracción |                      |                              |                          |                          | Cortina (Figaredo)                                  | Mieres                                              | 43°12′32.51″N 5°46′1.47″O / 43.2090306, -5.7670750                                                     | No         |
| Pozo Polio | I (auxiliar)                         | 1953-1956      | Castillete          |                      | Metálico roblonado           | 4,5 m                    | 426/606 m                | Santa Rosa (Mieres)                                 |                                                     | 43°15′31.91″N 5°42′55.46″O / 43.2588639, -5.715405643°15′30.95″N 5°42′54.65″O / 43.2585972, -5.7151806 | IPC        |
| Pozo Polio | II (principal)                       | 1954-1956      | Castillete          | 5 m                  | Metálico roblonado           | 411 m                    |                          | Santa Rosa (Mieres)                                 |                                                     | 43°15′31.91″N 5°42′55.46″O / 43.2588639, -5.715405643°15′30.95″N 5°42′54.65″O / 43.2585972, -5.7151806 |            |
| Pozo San Nicolás                                                                                                | n.º 1                                | 1957           | Castillete          | 26,6 m/30 m (visera) | Metálico de soldadura        | 6 m                      | 313/486 m                | Lloreo                                              | Mieres                                              | 43°15′9.07″N 5°49′5.7″O / 43.2525194, -5.818250                                                        | IPC        |
| Santa Bárbara                                                                                                   | principal                            | 1962           | Castillete          | 30 m                 | Metálico de soldadura        | 5,5 m                    | 432/434,54 m             | La Rabaldana (Turón)                                | Mieres                                              | 43°12′49.92″N 5°43′8.58″O / 43.2138667, -5.7190500                                                     | BIC        |
| Santa Bárbara                                                                                                   | auxiliar                             | 1962           | Castillete          | 17 m                 | Metálico de soldadura        | 4,0 m                    | 543/544,03 m             | La Rabaldana (Turón)                                | Mieres                                              | 43°12′49.92″N 5°43′8.58″O / 43.2138667, -5.7190500                                                     | BIC        |
| | Pozo Montsacro                       | ca. 1958       | Castillete          |                      | Metálico de soldadura        | 4,0 m                    | 350 m                    | La Foz                                              | Morcín                                              | 43°14′34.26″N 5°52′19.85″O / 43.2428500, -5.8721806                                                    | IPC        |
| Pozo San Antonio                                                                                                |                                      |                | Castillete          |                      |                              | 6,02 m                   | 386,79 m                 | Moreda                                              | Aller                                               | 43°10′7.15″N 5°44′33.36″O / 43.1686528, -5.7426000                                                     | IPC        |
| Santiago | San Jorge                            | 1948           | Castillete          |                      | Metálico roblonado           | Caborana                 | Aller                    | 43°10′45.64″N 5°45′33.19″O / 43.1793444, -5.7592194 | IPC                                                 | |            |
| Santiago | Santiago                             |                | Torre               |                      |                              | Caborana                 | Aller                    |                                                     |                                                     | 43°10′39.06″N 5°45′25.38″O / 43.1775167, -5.7570500                                                    |            |
| Mina de Arnao                                                                                                   |                                      | 1902           | Castillete          |                      | Madera (recubierta de zinc)  |                          | 75 m                     | Arnao                                               | Castrillón                                          | 43°34′37.82″N 5°59′0.75″O / 43.5771722, -5.9835417                                                     | BIC        |
| Grupo Santo Firme y Cárcaba                                                                                     | San Ismael                           | 1972-1975      | Castillete          |                      | Metálico                     | 4,5 m                    | 40 m (d)                 | Villabona (Villardeveyo)                            | Llanera                                             | 43°27′34.25″N 5°49′35.4″O / 43.4595139, -5.826500                                                      | No         |
| Pozo Barredo |                                      | 1941           | Castillete          | 30                   | Metálico roblonado           |                          |                          | Mieres                                              | 43°14′34.08″N 5°46′29.23″O / 43.2428000, -5.7747861 | No |            |
| Pozo San Jerónimo o La Aragona                                                                                  |                                      |                | Castillete          |                      |                              |                          |                          | Santianes                                           | Teverga                                             | 43°10′39.05″N 6°7′42.63″O / 43.1775139, -6.1285083                                                     |            |
| Grupo Santa Ana                                                                                                 | Pozo San Fernando                    | 1948-1952      | Castillete          | 15 m (e)             | Metálico                     | 4,6 m                    | 240 m                    | Orillés                                             | Aller                                               | 43°11′3.14″N 5°38′55.13″O / 43.1842056, -5.6486472                                                     | IPC        |
| Pozo Esperanza                                                                                                  |                                      |                | Castillete          | 15,50 m (e)          | Metálico                     |                          | 190 m                    | Terronal                                            | Mieres                                              | 43°16′8.5″N 5°46′37.04″O / 43.269028, -5.7769556                                                       |            |
| Pozo Peña |                                      | ca. 1953       | Castillete          | 8 m                  | metálico roblonado           | 3,25 m                   | 125 m                    | La Peña                                             | Mieres                                              | 43°15′50.68″N 5°47′4″O / 43.2640778, -5.78444                                                          |            |
| Pozo Fondón | n.º                                  |                | Castillete          |                      | metálico                     |                          |                          | Sama                                                | Langreo                                             | 43°17′52.16″N 5°41′20.34″O / 43.2978222, -5.6889833                                                    |            |
| Pozo El Entrego                                                                                                 |                                      |                | Castillete          |                      | metálico                     |                          |                          | El Entrego                                          | San Martín del Rey Aurelio                          | 43°17′9.04″N 5°38′19.41″O / 43.2858444, -5.6387250                                                     |            |
| Espinos |                                      | 1927           | Torre               | 7 m                  |                              |                          |                          | Preximir                                            | Mieres                                              | 43°12′51.18″N 5°42′43.54″O / 43.2142167, -5.7120944                                                    |            |
| Mina Delfina Mina de Alda o La Minona                                                                           | Pozo Colás                           |                | Castillete          |                      | metálico                     |                          | 48 m                     | Ortiguero                                           | Cabrales                                            | 43°19′14.25″N 4°55′6.82″O / 43.3206250, -4.9185611                                                     | No         |
| Grupo de Viñón                                                                                                  | Pozo Vegapallía                      | ca. 1956       | Castillete          |                      | Mampostería                  |                          | 58 m (d) (45º)           | Vegapallía                                          | Cabranes                                            | 43°25′44.96″N 5°25′46.91″O / 43.4291556, -5.4296972                                                    |            |
| Mina la Camocha                                                                                                 | n.º 2                                | 1996-1997      | castillete          |                      | metálico                     |                          |                          | Huerces                                             | Gijón                                               | 43°29′6.37″N 5°39′51.83″O / 43.4851028, -5.6643972                                                     |            |
| Mina la Camocha                                                                                                 | n.º 3                                | ca. 1949       | castillete          |                      | metálico                     |                          |                          | Huerces                                             | Gijón                                               | 43°29′8.1″N 5°39′58.37″O / 43.485583, -5.6662139                                                       |            |
| Venturo |                                      |                |                     |                      |                              |                          |                          |                                                     | SMRA                                                | 43°17′44.25″N 5°37′3.13″O / 43.2956250, -5.6175361                                                     | No         |
| Sorriego |                                      |                |                     |                      |                              |                          |                          |                                                     | SMRA                                                | 43°17′21.58″N 5°38′46″O / 43.2893278, -5.64611                                                         | No         |
| Villar o San Mamés                                                                                              |                                      |                |                     |                      |                              |                          |                          |                                                     | SMRA                                                | 43°16′22.17″N 5°36′3.74″O / 43.2728250, -5.6010389                                                     | No         |
| Notas: (d) indica que la profundidad indicada es la diferencia de cotas entre la superficie y la última planta. |                                      |                |                     |                      |                              |                          |                          |                                                     |                                                     | |            |